# Rayo

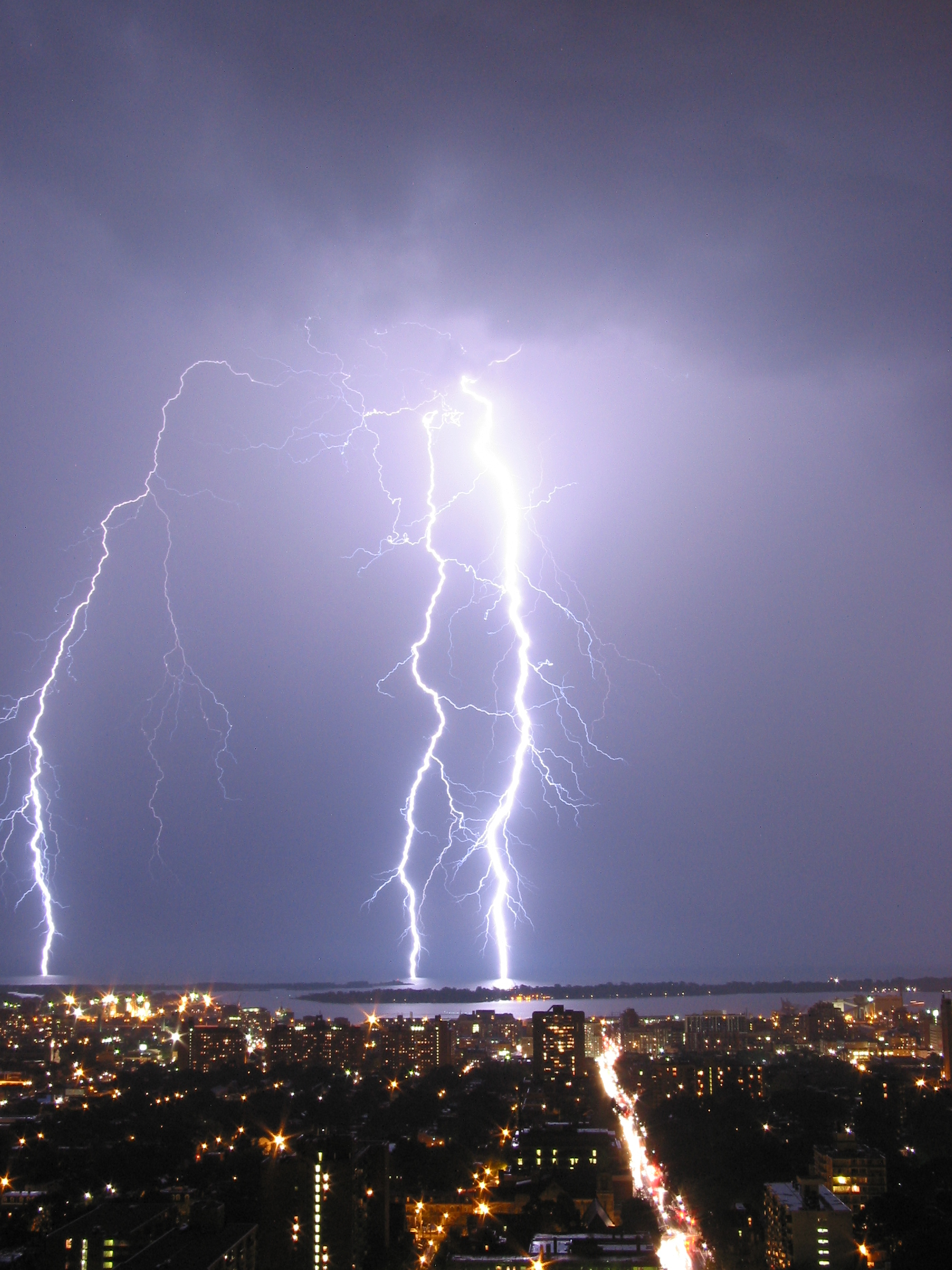
Imagen de un rayo chocando con el suelo durante una tormenta en Toronto, Canadá.

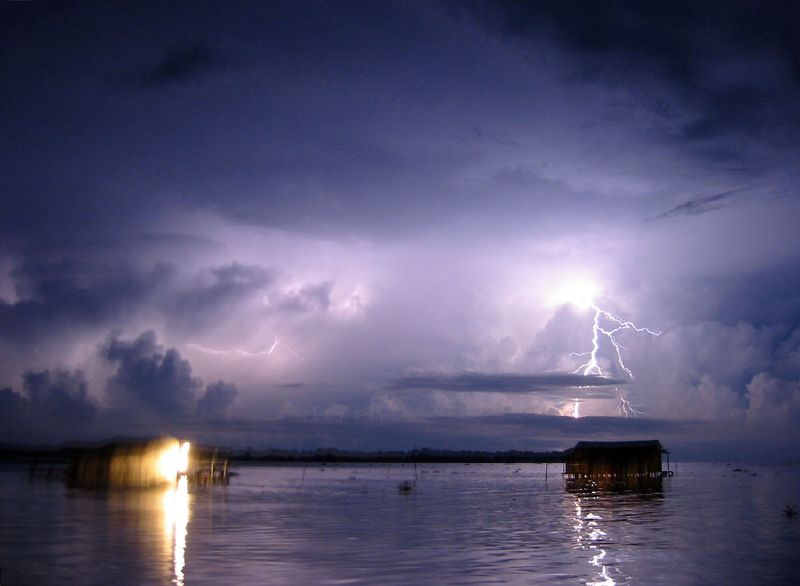
Relámpago del Catatumbo, Zulia, Venezuela (fenómeno conocido como «la fábrica de ozono»). Este fenómeno es capaz de producir 2850 relámpagos por año, produciendo el 10 % de la capa de ozono del planeta.

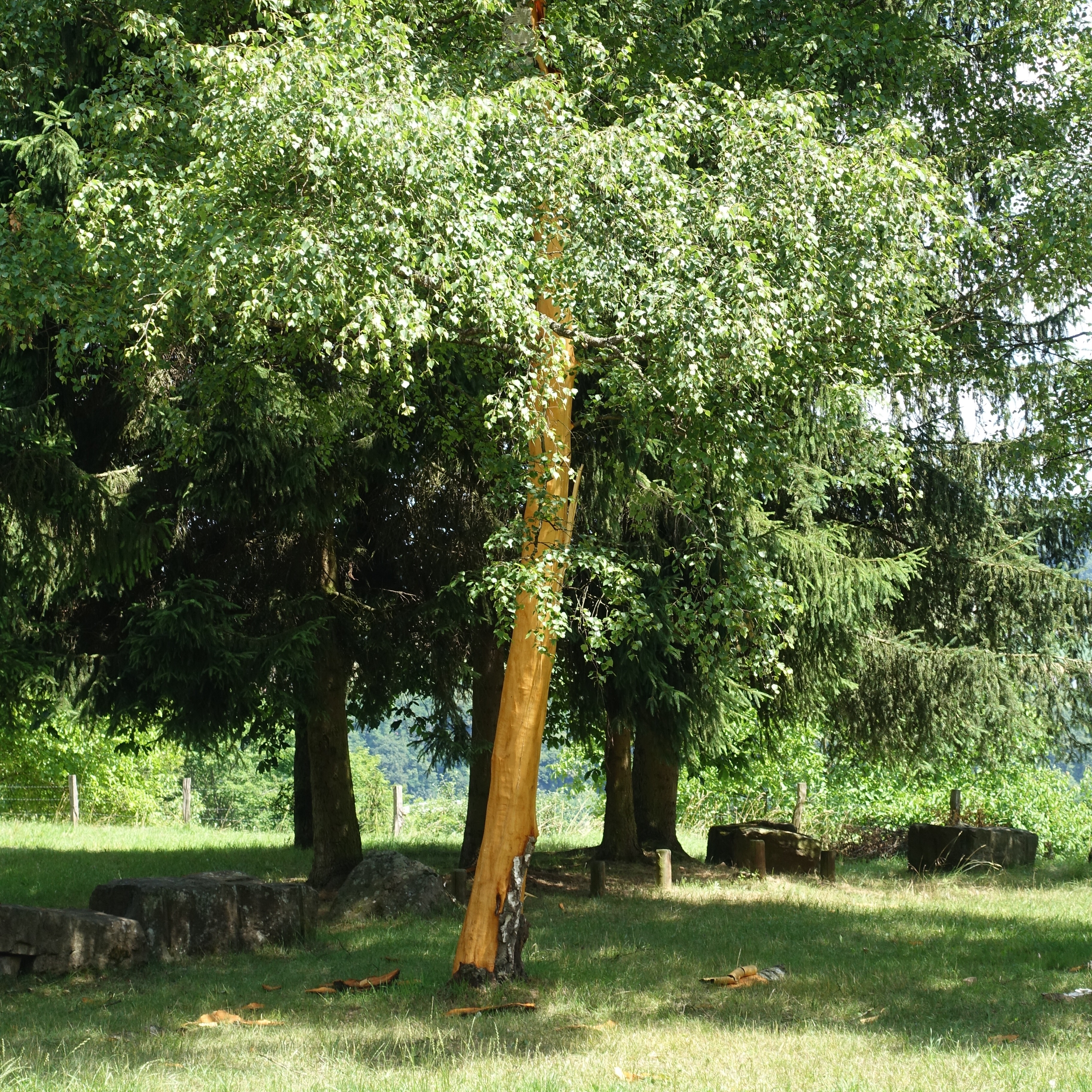
Los daños producidos por un rayo una vez llega al suelo pueden ser severos, en la imagen se muestra como un rayo cayó en un árbol de abedul, retirando la corteza de este.

El rayo es una poderosa descarga natural de electricidad estática, producida durante una tormenta eléctrica generando un pulso electromagnético. La descarga eléctrica precipitada del rayo es acompañada por la emisión de luz (el relámpago).
En promedio, un rayo mide 1500 metros; el más extenso fue registrado en Texas y alcanzó los 190 km de longitud. Un rayo puede alcanzar la velocidad de 200 000 km/h. Siempre va acompañado de un relámpago (emisión intensa de radiación electromagnética, cuyos componentes se ubican en la parte visible del espectro), y de un trueno (emisión de ondas sonoras), además de otros fenómenos asociados. Aunque las descargas dentro de las nubes y entre las nubes son las más frecuentes, las descargas de nube a tierra representan un peligro mayor para los humanos. La mayor parte de los rayos ocurren en la zona tropical del planeta, la más densamente poblada, y principalmente en los continentes. Están asociados con los fenómenos convectivos, la mayoría de las veces con tormentas, aunque pueden tener su origen en otros eventos, como erupciones volcánicas, explosiones nucleares, tormentas de arena o violentos incendios forestales. Se utilizan métodos artificiales para crear rayos con fines científicos. Los rayos también ocurren en otros planetas del Sistema Solar, particularmente en Júpiter y en Saturno.
Algunas teorías científicas consideran que estas descargas eléctricas pueden haber sido fundamentales en el surgimiento de la vida, además de haber contribuido a su mantenimiento. En la historia de la humanidad, el rayo fue quizás la primera fuente del fuego, fundamental para el desarrollo técnico. Así, el relámpago despertó fascinación, incorporándose a innumerables leyendas y mitos que representan el poder de los dioses. Investigaciones científicas posteriores revelaron su naturaleza eléctrica, y desde entonces las descargas han sido objeto de una vigilancia constante, debido a su relación con los sistemas de tormentas.
Debido a la gran intensidad de los voltajes y de las corrientes eléctricas que propaga, el rayo es siempre peligroso. Así, los edificios y las redes eléctricas necesitan pararrayos y sistemas de protección. Sin embargo, incluso con esas protecciones, los rayos todavía causan muertes y lesiones en todo el mundo.
Cómo se inicia la descarga eléctrica sigue siendo un tema de debate. Los científicos han estudiado las causas fundamentales, que van desde perturbaciones atmosféricas (viento, humedad y presión) hasta los efectos del viento solar y de la acumulación de partículas solares cargadas. Se cree que el hielo es el componente clave en el desarrollo, propiciando una separación de las cargas positivas y negativas dentro de la nube. En tanto que fenómeno de alta energía, el rayo se manifiesta generalmente por un camino extremadamente luminoso —en estado plasmático consecuencia de la ionización del aire por las altísimas tensiones— que recorre largas distancias, a veces con ramas. Sin embargo, existen formas raras, como el rayo globular, cuya naturaleza se desconoce. La gran variación del campo eléctrico provocada por las descargas en la troposfera puede dar lugar a fenómenos luminosos transitorios en la atmósfera superior.
Cada año se registran 16 000 000 de tormentas con rayos.[cita requerida] La frecuencia de los relámpagos es de aproximadamente 44 (± 5) veces por segundo, o casi 1400 millones de destellos por año, siendo la duración media de 0.2 segundos. El rayo de mayor duración fue registrado en marzo del 2018 en el norte de Argentina y duró 16.73 segundos. En octubre de 2018 se registró en Brasil el de mayor extensión horizontal a nivel mundial, con 709 km de longitud. Un rayo viaja a una velocidad media de 440 km/s, pudiendo alcanzar velocidades de hasta 1400 km/s. La diferencia de potencial media con respecto al suelo es de mil millones de voltios. 
La disciplina que, dentro de la meteorología, estudia todo lo relacionado con los rayos se denomina ceraunología.

## Historia
Los rayos probablemente aparecieron en la Tierra mucho antes que la vida, hace más de 3000 millones de años. Además, probablemente los rayos fueron fundamentales para la formación de las primeras moléculas orgánicas, esenciales para la aparición de las primeras formas de vida. Desde el comienzo de la historia los relámpagos han fascinado a los seres humanos. El fuego que producen los rayos cuando golpean el suelo habría sido el origen de su domesticación, y sería utilizado para mantenerlos calientes durante la noche, además de mantener alejados a los animales salvajes. El hombre primitivo habría entonces buscado respuestas para explicar este fenómeno, creando supersticiones y mitos que se incorporaron a las religiones más antiguas.

### Importancia biológica
Desde la biología se cree que los rayos tuvieron una papel importante en la aparición de la vida en la Tierra. Por medio de diferentes experimentos tales como el de Miller-Urey se demostró que, en una atmósfera primitiva, las descargas eléctricas pudieron haber generado las reacciones necesarias para crear las primeras moléculas de la vida y las bases que la conforman tales como los Aminoácidos (moléculas fundamentales en todo sistema biológico).

### Investigación científica

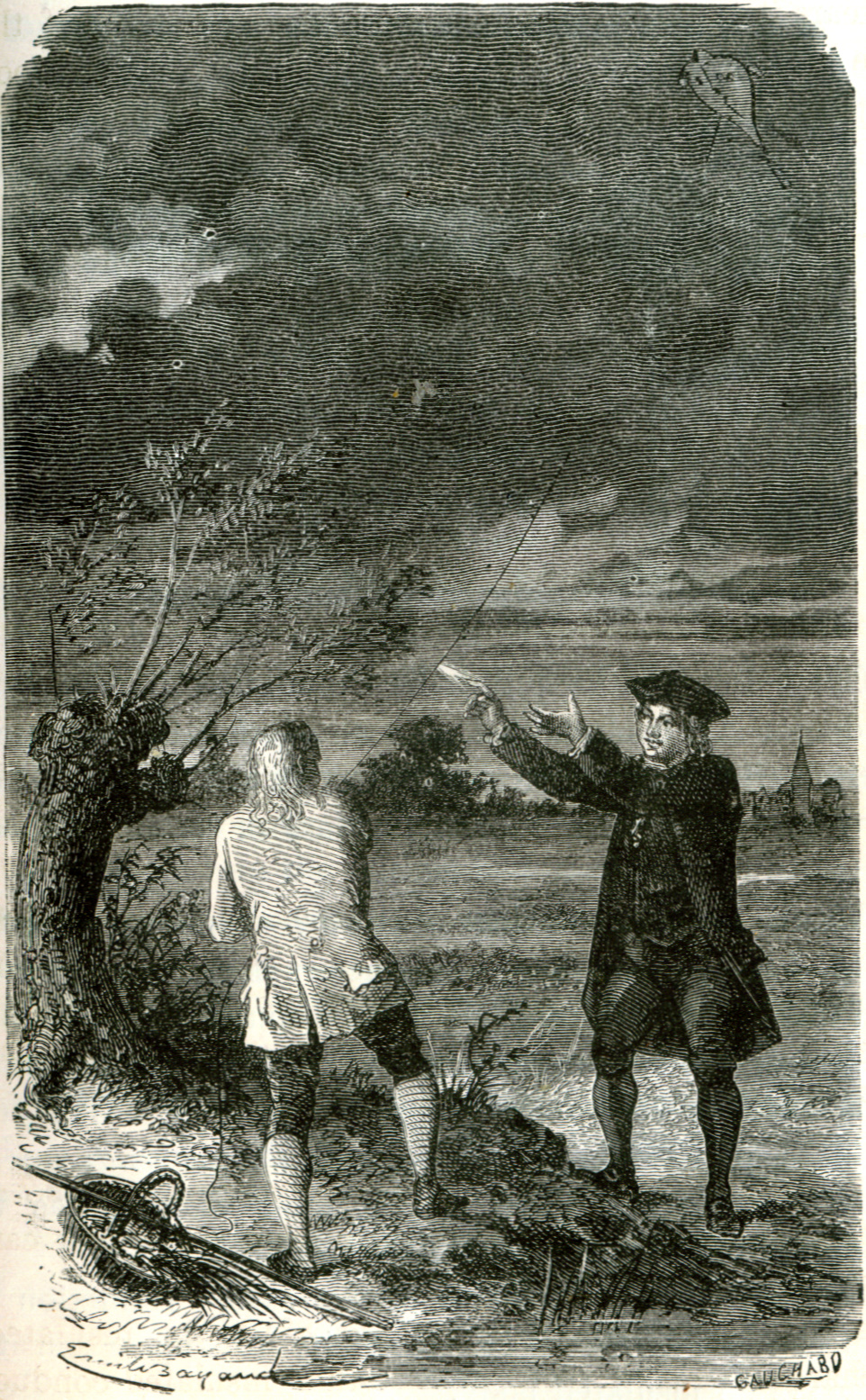
Representación del experimento de Benjamin Franklin en el, en la que las chispas inducidas por la tormenta salen del hilo conductor hasta su dedo.

En las culturas europeas modernas, la primera explicación científica conocida fue escrita por el filósofo griego Aristóteles, en el siglo IV a. C., atribuyendo la tormenta a la colisión entre dos nubes y el rayo al fuego exhalado por esas nubes. Sin embargo, los primeros estudios sistemáticos no se llevaron a cabo hasta 1752, en Marly-la-Ville, cerca de París, cuando Thomas-François Dalibard atrajo los rayos por medio de una alta barra de hierro aislada del suelo por botellas de vidrio. Este experimento demostró la naturaleza eléctrica de la descarga. Posteriormente se realizaron numerosas pruebas. Una de las más conocidas es la de Benjamin Franklin, quien utilizó cometas y globos para levantar hilos conductores, que generaron pequeños relámpagos gracias al campo eléctrico existente en las nubes.
Franklin también demostró que los rayos se manifiestaban «con mayor frecuencia en la forma negativa de la electricidad, pero a veces aparecen en la forma positiva». Además, el científico propuso el uso de grandes varillas de metal para protegerse contra los rayos, que según él, harían pasar la electricidad de forma silenciosa desde la nube al suelo. Más tarde, se dio cuenta de que esas varillas no influían en las cargas eléctricas presentes en las nubes, sino que de hecho atraían a los rayos. Finalmente se dio cuenta de que, si bien no se podían evitar las descargas eléctricas, al menos podía atraerlas a un punto en el que no habría peligro, lo que se conoce como pararrayos. Para demostrar la efectividad de sus ideas, Franklin reunió a cientos de personas cerca de Siena, Italia, en 1777, en un lugar a menudo alcanzado por un rayo. Después de instalar el pararrayos, la multitud observó cómo el rayo golpeaba la barra de metal, sin dañarla.
En 1876, James Clerk Maxwell propuso la creación de depósitos para la pólvora negra que estuvieran completamente envueltos en una capa de metal para evitar que los rayos detonasen el compuesto. Cuando un rayo golpeaba ese depósito, la corriente eléctrica permanecía en esa capa exterior y no llegaba a la pólvora. Este sistema se conoce ahora como jaula de Faraday. También se puede utilizar un sistema de rejilla; sin embargo, cuanto mayor sea la distancia entre conductores, menos efectiva será la protección. Combinaciones entre el pararrayos de Franklin y la caja de Faraday todavía se utilizan en el siglo XXI para proteger edificaciones, especialmente donde se encuentran dispositivos electrónicos sensibles.
La aparición de la fotografía y de la espectroscopia al final del siglo XIX fueron de gran importancia en el estudio de los rayos. Varios científicos utilizaron el espectro generado por los rayos para estimar la cantidad de energía involucrada en el proceso físico que tenía lugar durante un período de tiempo muy corto. El uso de la cámara fotográfica también permitió descubrir que los rayos tienen dos o más flujos eléctricos. El desarrollo de nuevos dispositivos en el siglo XX, como los osciloscopios y los medidores de campos electromagnéticos, permite una comprensión más completa del origen y la aparición de descargas.

## Características

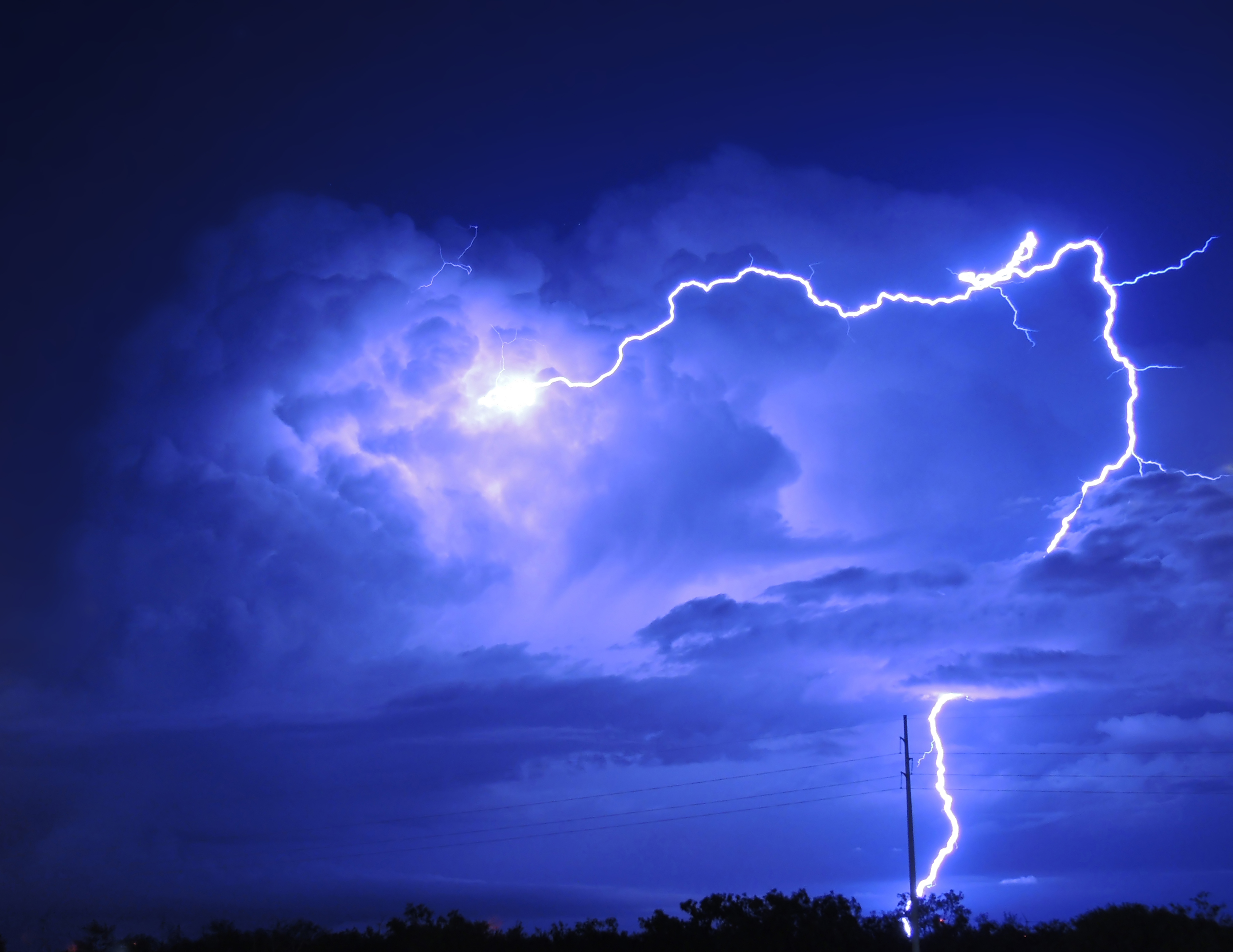
Un rayo partiendo de una nube a tierra en Dallas, en Estados Unidos

El rayo, que está más comúnmente asociado con tormentas eléctricas, es un gigantesco arco eléctrico de electricidad estática por el que se forma un canal conductor y se transfieren cargas eléctricas. Son varios los tipos de rayos que pueden ocurrir: en el interior de las propias nubes, entre dos nubes, entre una nube y el aire, y entre una nube y el suelo. Los puntos de contacto de un rayo dependen de la forma en que se distribuyen las cargas eléctricas en el interior de las nubes.
En general, la distribución de cargas en las nubes convectivas genera un campo eléctrico intenso. En la parte superior de la nube, que se aplana y se extiende horizontalmente, se acumulan las cargas positivas en pequeños cristales de hielo provenientes de las corrientes de convección. En el centro, generalmente en un rango donde la temperatura está entre -20 y −10 °C, las cargas negativas están en sobreabundancia. Los dipolos formados valen cada uno decenas de culombios, separados unos de otros por unos pocos kilómetros verticalmente. En la base de la nube generalmente se forma una pequeña región de cargas positivas, cuya carga es de solo de unos pocos culombios. En tormentas más desarrolladas, la distribución eléctrica es mucho más compleja.

### Carga de las nubes

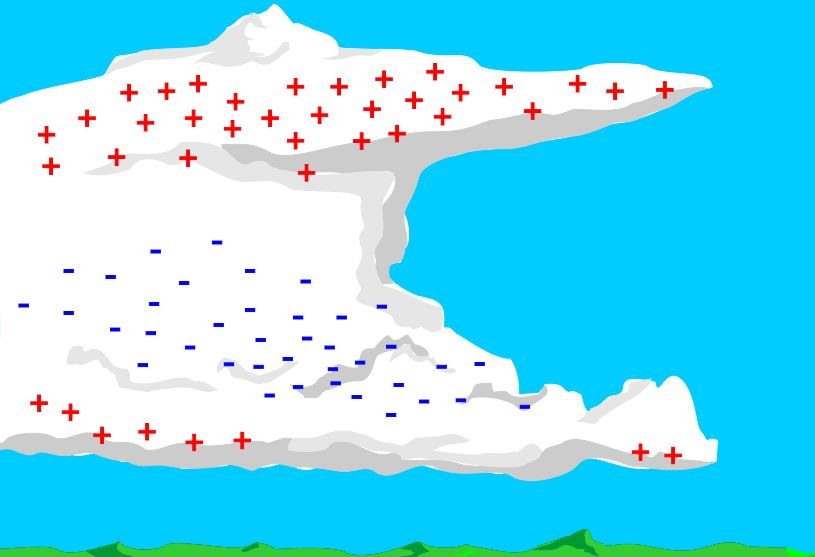
Ejemplo de distribución de cargas eléctricas en una nube.

Para que ocurra una descarga eléctrica, el interior de la nube debe tener un campo eléctrico importante, que surge del cambio en la distribución de las cargas, electrificando la nube. No se sabe exactamente cómo se produce ese fenómeno, aunque se han teorizado algunos conceptos y premisas básicas. Los modelos de electrificación se dividen en dos, el convectivo y el colisionador.
Según el modelo de electrificación convectiva, las cargas eléctricas iniciales provienen de un campo eléctrico preexistente antes del desarrollo de la nube de tormenta. A medida que se desarrolla la nube de tormenta, los iones positivos se acumulan en el interior de la nube, lo que induce cargas negativas en sus bordes. Como los vientos dentro de la nube son ascendantes, las corrientes de aire de dirección opuesta aparecen en los bordes de la nube, transportando las cargas negativas inducidas a la base de la nube, creando así dos regiones eléctricamente distintas. A medida que se desarrolla el proceso, la nube se vuelve capaz de atraer nuevas cargas por sí misma, lo que permite que aparezcan descargas eléctricas. Aunque demuestra la importancia de la convección en el proceso de electrificación, este modelo no describe satisfactoriamente la distribución de carga al inicio de la tormenta y a largo plazo.

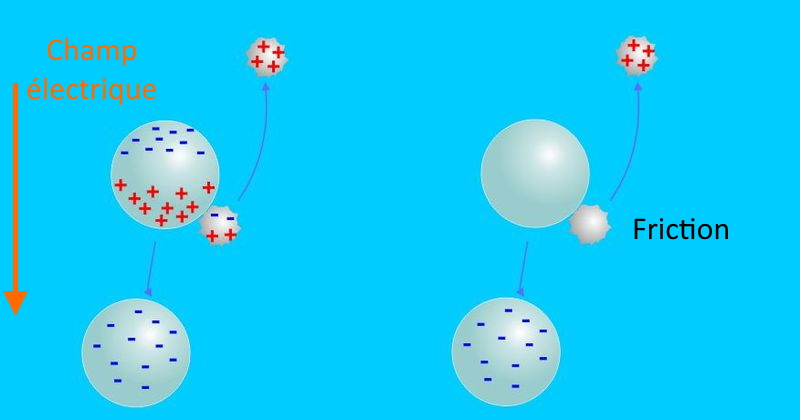
Modelo de separación de cargas en colisiones inductivas (izda.) y no inductiva (dcha.) entre partículas de hielo con diferentes propiedades, en las que se acumulan cargas de signo opuesto.

El modelo de electrificación por colisiones, como su nombre indica, asume que la transferencia de carga tiene lugar con el contacto entre las partículas de la nube durante el proceso de convección. Sin embargo, no hay consenso sobre cómo se produce la polarización y la separación de cargas en las minúsculas partículas de hielo. Las teorías se dividen en dos clases, las inductivas (que depende de un campo eléctrico preexistente) y las no inductivas.
En la hipótesis de la inductiva, el campo eléctrico preexistente, que apunta hacia abajo en condiciones normales, provoca la aparición de cargas positivas en la parte inferior y de cargas negativas en la región opuesta. La separación de las cargas parece requerir de una fuerte corriente aérea ascendente que lleve las gotas de agua hacia arriba, superenfriándolas entre los –10 y los –20 °C. Las partículas tienen diferentes tamaños, por lo que las más pesadas tienden a caer mientras que las más ligeras son arrastradas por los vientos convectivos. El contacto de la partículas más pequeñas con el hemisferio inferior de las más grandes provoca la transferencia de cargas, la más ligera con carga positiva y la más pesada cargada negativamente. Las colisiones con los cristales de hielo forman una combinación de agua-hielo denominada granizo y la gravedad causa que al ser más pesado (y con carga negativa) caiga hacia el centro y las partes más bajas de las nubes. A medida que la nube crece, se acumulan cargas negativas en su base y cargas positivas en su parte superior, intensificando cada vez más el campo eléctrico y el proceso de polarización de partículas hasta el punto de producir retículas con diferencias de potencial hasta que se vuelven suficientes para iniciar una descarga.
La hipótesis de electrificación no inductiva, en cambio, se basa en la generación de cargas a partir de la colisión entre partículas con diferentes propiedades intrínsecas. Los gránulos de nieve (partículas esféricas más pequeñas que el granizo) y los pequeños cristales de hielo, cuando entran en colisión, adquieren cargas opuestas. Los primeros, más pesados, llevan cargas negativas, mientras que los cristales alcanzan la parte superior de la nube, que por lo tanto es así cargada positivamente. Para ello, deben cumplirse condiciones favorables, en particular la temperatura (menos de −10 °C) y la cantidad óptima de agua en la nube. De acuerdo con las características observadas, este parece ser el proceso más importante de electrificación de la nube de tormenta, que no elimina los otros procesos de electrificación.
El mecanismo por el cual la separación de cargas sucede sigue siendo objeto de investigación y hay más hipótesis adicionales.

### Descargas
En condiciones normales, la atmósfera terrestre es un buen aislante eléctrico. La rigidez dieléctrica del aire al nivel del mar alcanza los tres millones de voltios por metro, pero disminuye gradualmente con la altitud, principalmente debido a la rarefacción del aire. A medida que las cargas de la nube se separan, el campo eléctrico se vuelve cada vez más intenso y, finalmente, supera la rigidez dieléctrica del aire. Así, un camino de plasma conductor emerge a través del cual las cargas eléctricas pueden fluir libremente, formando así una descarga eléctrica llamada rayo, que alcanza a centenas de millones de voltios.
Los rayos se manifiestan en varias formas y se suelen clasifican por los puntos de «inicio» y «finalización» del canal del destello:
- rayos dentro de una nube o intranubosos (Intra-cloud, o IC), los que ocurren dentro de una única nube de tormenta y que son los más frecuentes;
- rayos de nube a nube o internubosos (Cloud-to-cloud, o CC, o inter-cloud lightning), que comienzan y terminan en dos nubes de tormenta «funcionales» diferentes;
- rayos de nube a tierra (Cloud-to-ground, o CG), que se originan principalmente en la nube de tormenta y terminan en la superficie de la Tierra, aunque también pueden ocurrir en la dirección inversa, es decir, de tierra a nube.[Se. 1][28] Hay variaciones de cada tipo, como destellos de nube a tierra «positivos» frente a «negativos», que tienen diferentes características físicas comunes que pueden medirse.

#### Descarga negativa de nube a tierra

Un relámpago de nube a tierra al ralenti, durante una cincuentésima de segundo.

La descarga comienza cuando ocurre la primera ruptura en la rigidez dieléctrica del aire, desde la región ocupada por las cargas negativas, en el interior de la nube, atravesada por un canal en el que las cargas circulan libremente. La punta de la descarga se dirige hacia la concentración más pequeña de las cargas positivas, en la base de la nube. Como resultado, una gran cantidad de electrones desciende por la nube, mientras que el canal continúa expandiéndose hacia abajo, hacia el suelo. La punta de la descarga avanza por etapas, de cincuenta metros cada cincuenta microsegundos. La punta del rayo generalmente se divide en varias ramas y emite una luz extremadamente débil con cada salto de descarga. De media, una carga de cinco culombios de cargas negativas se acumulan en el canal ionizado de manera uniforme, y la corriente eléctrica es del orden de cien amperios.
Los electrones inducen una acumulación de cargas opuestas en la región situada justo debajo de la nube. Desde el momento en que comienzan a dirigirse hacia el suelo, las cargas positivas tienden a ser atraídas y a reagruparse en los extremos de los objetos terrestres. A partir de esos puntos, el aire se ioniza, haciendo aparecer trayectorias ascendentes similares, yendo al encuentro de la primera trayectoria descendente.
Al entrar en contacto con el suelo o con un objeto terrestre, los electrones comienzan a moverse mucho más rápido, produciendo una luminosidad intensa entre la nube y el punto de contacto. A medida que los electrones y las ramas comienzan a ganar velocidad y se mueven hacia el suelo, todo el trayecto ionizado se ilumina. Toda la carga negativa, incluida la de la nube, se disipa en el suelo en un flujo que dura unos pocos microsegundos. En ese intervalo, sin embargo, la temperatura dentro del camino alcanza más de treinta mil grados Celsius.
Por lo general, ocurren tres o cuatro descargas en promedio en el mismo rayo, llamadas descargas de retorno posteriores, separadas entre sí por un intervalo de aproximadamente cincuenta milisegundos. En el caso de que la nube aún contuviera cargas negativas, aparece una nueva descarga, que se mueve más rápido que la descarga inicial, ya que sigue el camino ionizado ya abierto, llegando al suelo en unos pocos milisegundos. Sin embargo, la cantidad de electrones depositados en las descargas de retorno posteriores es generalmente menor que en la primera. Mientras que la corriente de descarga inicial es típicamente de unos 30 kiloamperios (kA), las descargas posteriores tienen una corriente de entre 10 y 15 kA. En promedio, treinta culombios se transfieren desde la nube al suelo. Es posible observar un rayo principalmente gracias a las diversas descargas de retorno. En general, la duración media de todo este proceso es de 0,20 segundos.

#### Descarga positiva de nube a tierra
Los rayos no siempre provienen de áreas cargadas negativamente de una nube. En algunos casos, las descargas eléctricas se producen en la cima de los grandes cumulonimbus, cuya forma superior se extiende horizontalmente. Aunque son relativamente raros, los rayos positivos tienen algunas características particulares. Inicialmente, el canal precursor presenta una uniformidad, diferente de la que ocurre en una descarga negativa. Cuando se establece el contacto, solo se produce una única descarga de retorno, cuyo pico de corriente supera los 200 kiloamperios, valor muy superior al de los rayos negativos. Este proceso suele durar unos milisegundos. Este tipo de descarga ofrece un potencial de destrucción mucho mayor que las descargas negativos, en particular para los edificios industriales, debido a la gran carga que transporta.

#### Descarga intranubosa

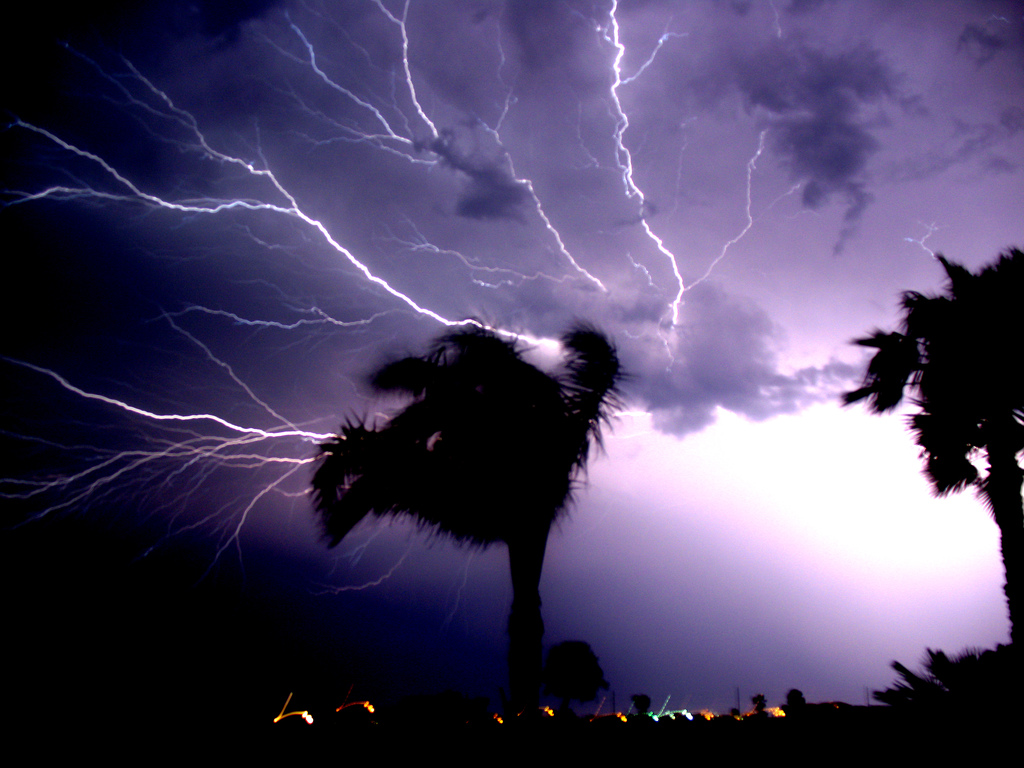
Descarga intranubosa muy ramificada en la isla Padre, en los Estados Unidos.

La mayoría de los rayos ocurren generalmente dentro de las nubes. Un canal precursor de la descarga aparece en el núcleo negativo de la parte inferior de la nube y continúa hacia arriba, donde suelen concentrarse las cargas positivas. Con una duración típica de 0,2 segundos, estas descargas tienen una luminosidad casi continua, marcada por pulsos finalmente atribuidos a las descargas de retorno que se producen entre las bolsas de carga. La carga total transferida en una descarga de este tipo es del mismo orden que la de los rayos de nube a tierra.
La descarga comienza con el movimiento de las cargas negativas que forman un canal precursor en dirección vertical, que se desarrolla en 10 a 20 milisegundos y puede alcanzar algunos kilómetros de longitud. Cuando alcanza a la cima de la nube, este canal se divide en ramas horizontales, a partir de las cuales se produce la transferencia de electrones desde la base de la nube. Alrededor del inicio del canal de descarga, las cargas negativas se mueven en su dirección, extendiendo las ramas en la base de la nube y aumentando la duración de la descarga. El rayo termina cuando se rompe la conexión principal entre las partes inferior y superior de la nube.

#### Descarga de tierra a nube

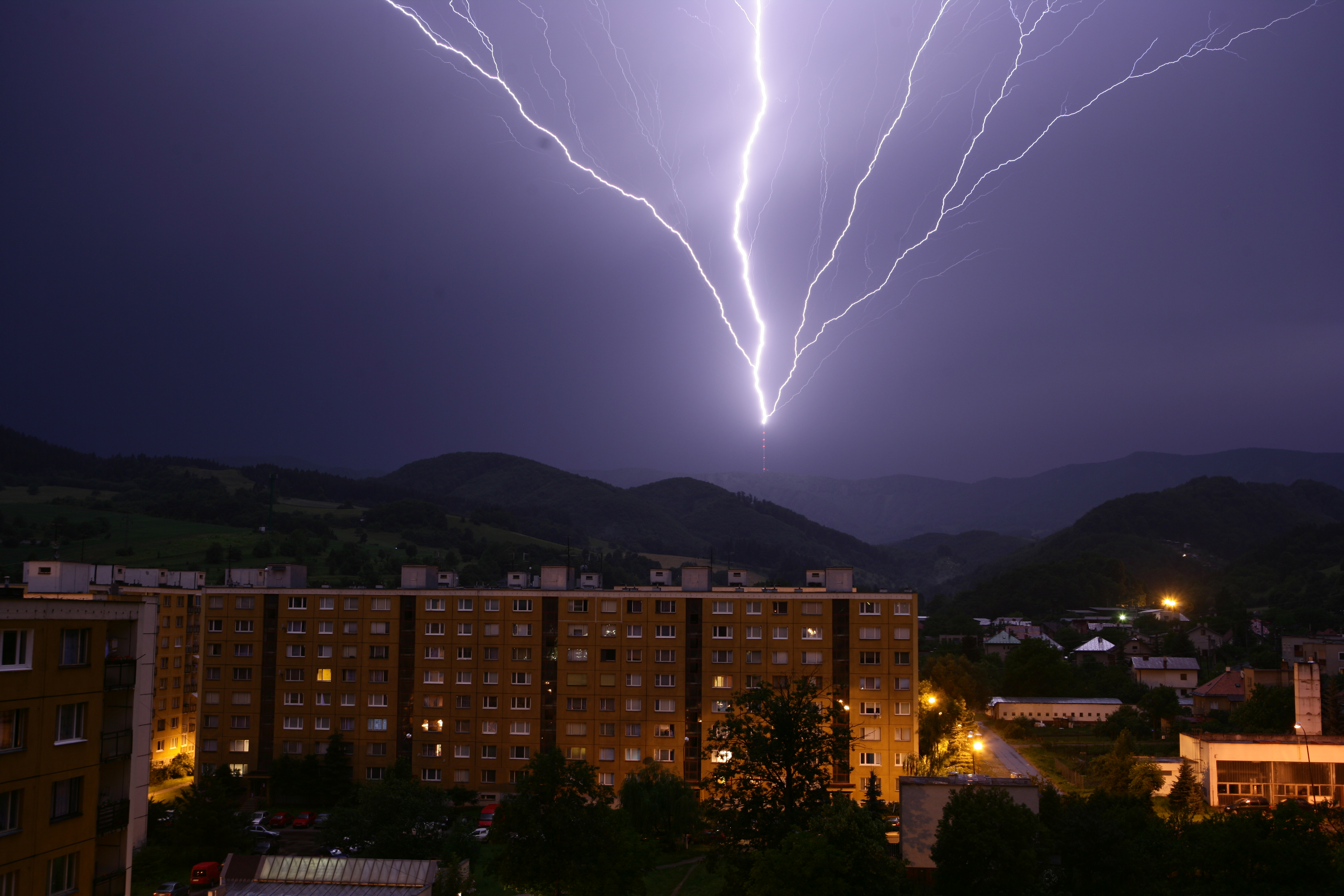
Descarga de tierra a nubes en una torre cerca de Banská Bystrica, en Eslovaquia.

Desde las estructuras elevadas y las cimas de montañas, pueden aparecer canales precursores de descarga y seguir una dirección vertical hacia la nube. Por tanto, las cargas negativas almacenadas en la nube fluyen hacia el suelo o, más raramente, los electrones fluyen hacia la nube. Por lo general, el canal precursor emerge de un solo punto, desde el que se ramifica en dirección vertical hacia la nube. Su aparición está ligada principalmente a estructuras metálicas, como edificios y torres de comunicación, cuya altura alcanza más de cien metros y cuyos extremos son capaces de potenciar el campo eléctrico inducido y así iniciar una descarga precursora. Cuando se establece la conexión, las emisiones de retorno se producen de forma similar a las emisiones negativas de las nubes al suelo.

#### Variaciones observacionales
Algunos tipos de rayos han sido nombrados, por la gente común o científicamente, siendo los más conocidos:

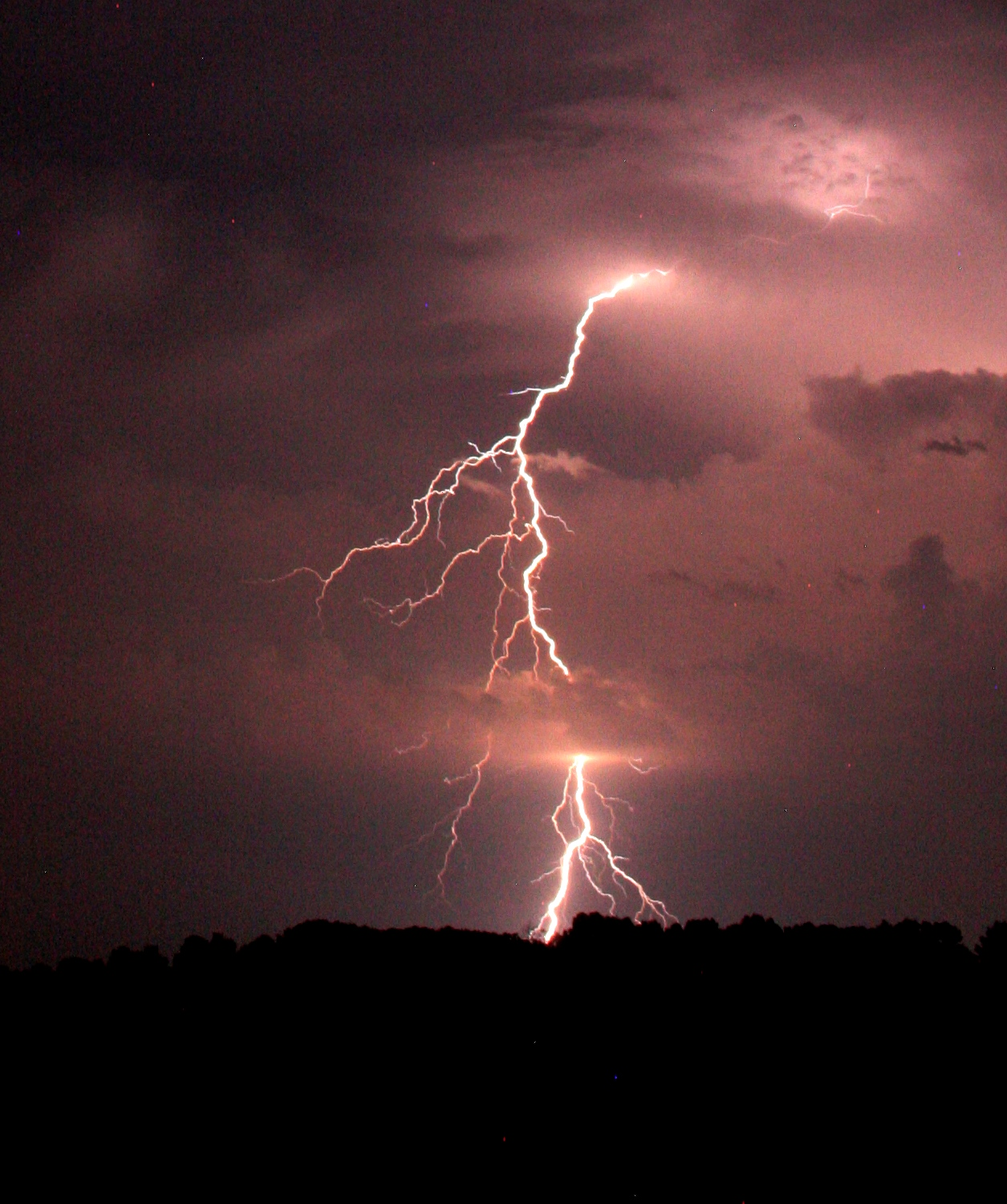
Este rayo staccato de nube a tierra fue de muy corta duración, mostrando canales muy ramificados y fue muy brillante, lo que indica que era un rayo staccato cerca de New Boston, Texas.

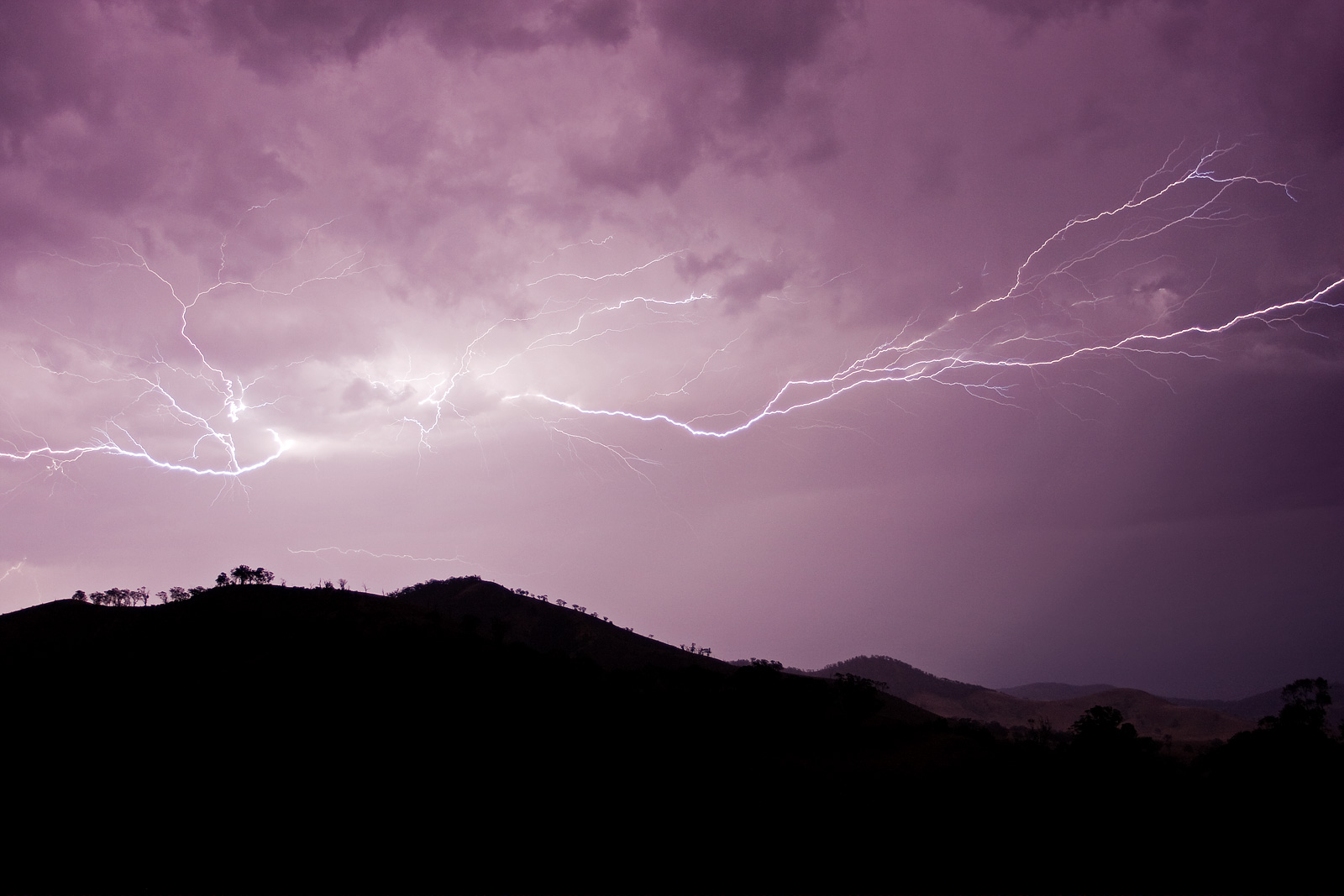
Rayo de nube a nube, Victoria, Australia.

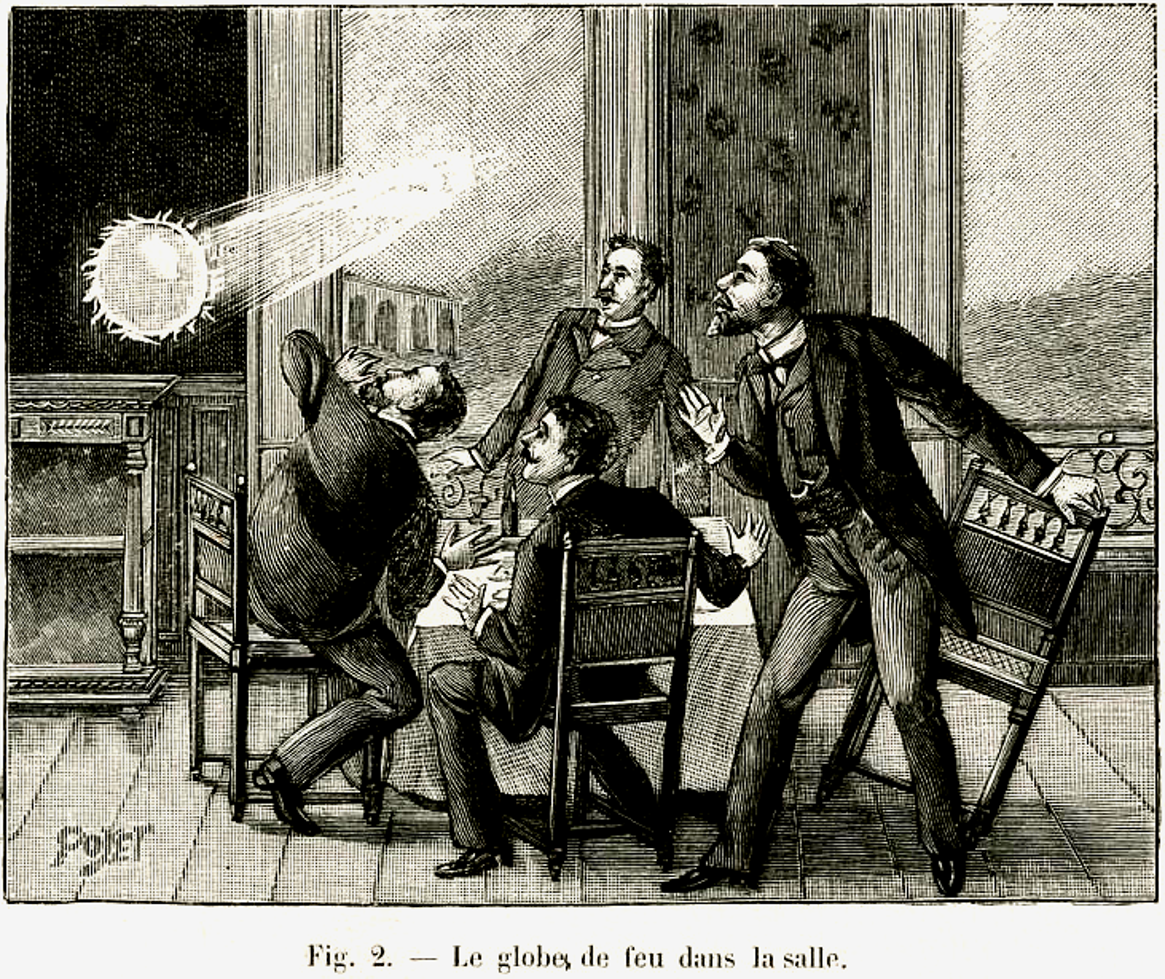
Grabado del que ilustra el fenómeno del rayo en bola.

- rayo rastreador de yunque (Anvil crawler lightning), a veces llamado rayo araña (Spider lightning), se crea cuando los líderes se propagan a través de amplias regiones de carga horizontales en tormentas eléctricas maduras, generalmente las regiones estratiformes de los sistemas convectivos de mesoescala. Esas descargas suelen comenzar como descargas intranubes que se originan dentro de la región convectiva; el extremo líder negativo luego se propaga bien en las regiones de carga mencionadas anteriormente en el área estratiforme. Si el líder se alarga demasiado, puede separarse en varios líderes bidireccionales. Cuando esto sucede, el extremo positivo del líder separado puede golpear el suelo como un destello positivo nube a tierra o arrastrarse por la parte inferior de la nube, creando una espectacular muestra de relámpagos arrastrándose por el cielo. Los destellos del suelo producidos de esta manera tienden a transferir grandes cantidades de carga, y esto puede desencadenar relámpagos ascendentes y relámpagos en la atmósfera superior.[37]

- rayo globular (Ball lightning), también conocido como rayo esférico, centella o esfera luminosa es un fenómeno eléctrico atmosférico cuya naturaleza física aún es controvertida. El término se refiere a informes de objetos luminosos, generalmente esféricos, que varían desde el tamaño de un guisante hasta varios metros de diámetro.[38] A veces se asocia con tormentas eléctricas, pero a diferencia de los rayos, que duran solo una fracción de segundo, los rayos globulares duran muchos segundos. Los rayos globulares han sido descritos por testigos presenciales, pero raramente registrados por meteorólogos.[39][40] Los datos científicos sobre los rayos globulares son escasos debido a su poca frecuencia e imprevisibilidad. La presunción de su existencia se basa en avistamientos públicos informados y, por lo tanto, ha producido hallazgos algo inconsistentes. Brett Porter,[41] un guardabosques, informó que tomó una foto en Queensland, Australia en 1987.

- rayo de cuentas (Bead lightning), también conocido como rayo perlado, rayo en cadena, perlschnurblitz o eclair en chapelet, por nombrar solo algunos,[42] es la etapa de decaimiento de un canal en el que la luminosidad del canal se divide en segmentos.[43] Casi todas las descargas mostrarán una formación de cuentas cuando el canal se enfríe inmediatamente después de un golpe de retorno, lo que a veces se denomina la etapa de "salida de cuentas" del rayo. El rayo de cuentas es más propiamente una etapa de la descarga de un rayo normal que un tipo de rayo en sí mismo. El conteo un canal de rayos suele ser una característica a pequeña escala y, por lo tanto, a menudo solo es aparente cuando el observador/cámara está cerca del rayo.[44]

- rayo nube a aire (Cloud-to-air lightning) es un rayo en el que un extremo de un líder bidireccional sale de la nube, pero no resulta en un relámpago terrestre. A veces, estos destellos se pueden considerar como destellos de tierra fallidos. Los chorros azules y los chorros gigantes son una forma de rayo de nube a aire o de nube a ionosfera donde se lanza un líder desde lo alto de una tormenta.

- rayo seco (Dry lightning), denominación usada en Australia, Canadá y Estados Unidos para los rayos que ocurren sin precipitación en la superficie. Este tipo de rayos es la causa natural más común de incendios forestales[45] Las nubes de pirocumulonimbos producen rayos por la misma razón que los producen las nubes cumulonimbu[cita requerida]
- rayo bifurcado (Forked lightning) es un rayo de nube a tierra que muestra ramificaciones en su camino.

- rayo de calor (Heat lightning), es un rayo que parece no producir un trueno perceptible porque ocurre demasiado lejos para que se escuche el trueno. Las ondas sonoras se disipan antes de llegar al observador.[46]

- rayo de cinta (Ribbon lightning), que ocurren en tormentas con fuertes vientos cruzados y múltiples golpes de retorno. El viento, a cada golpe de retorno sucesivo, desplazará ligeramente hacia un lado la trayectoria respecto al golpe de retorno anterior, provocando un efecto de cinta.[47]

- rayo cohete (Rocket lightning), es una forma de descarga de nubes, generalmente horizontal y en la base de las nubes, con un canal luminoso que parece avanzar a través del aire con una velocidad que se puede resolver visualmente, a menudo intermitentemente.[48]

- rayo de hoja (Sheet lightning), es un rayo internubes que muestra un brillo difuso de la superficie de una nube, causado porque la ruta de descarga real está oculta o demasiado lejos. El rayo en sí no puede ser visto por el espectador, por lo que aparece solo como un destello o una hoja de luz. El rayo puede estar demasiado lejos para discernir destellos individuales.

- rayo de canal suave (Smooth channel lightning) es un término informal que se refiere a un tipo de rayo de nube a tierra que no tiene ramificaciones visibles y que aparece como una línea con curvas suaves en oposición a la apariencia irregular de la mayoría de los canales de rayos. Son una forma de rayo positivo generalmente observado en, o cerca de, las regiones convectivas de tormentas eléctricas severas en el centro norte de los Estados Unidos. Se teoriza que las tormentas eléctricas severas en esa región obtienen una estructura de carga de "tripolo invertido" en la que la región de carga positiva principal se encuentra debajo de la región de carga negativa principal en lugar de por encima de ella, y como resultado esas tormentas generan predominantemente rayos positivos de nube a tierra. El término «relámpago de canal suave» también se atribuye a veces a relámpagos ascendentes de tierra a nube, que generalmente son destellos negativos iniciados por líderes positivos ascendentes de construcciones altas.

- rayo staccato (Staccato lightning) es un rayo de nube a tierra que es un golpe de corta duración que (a menudo, pero no siempre) aparece como un único destello muy brillante y, a menudo, tiene una ramificación considerable.[49] Se encuentran a menudo en el área de la bóveda visual cerca del mesociclón de tormentas eléctricas rotativas y coinciden con la intensificación de las corrientes ascendentes de las tormentas eléctricas. Un impacto similar de nube a nube que consiste en un breve destello sobre un área pequeña, que aparece como una señal, también ocurre en un área similar de corrientes ascendentes giratorias.[50]
- superbolts se definen de manera bastante vaga como impactos con una fuente de energía de más de 100 gigajulios [100 GJ] (la mayoría de los rayos son de alrededor de 1 gigajulio [1 GJ]). Los eventos de esta magnitud ocurren con una frecuencia de uno cada 240 descargas. No son categóricamente distintos de los rayos ordinarios, y simplemente representan el borde superior de un continuo. Contrariamente a la errónea idea popular, los superbolts pueden tener carga positiva o negativa, y la relación de carga es comparable a la de un rayo «ordinario».[51][52][53]
- rayo simpático (Sympathetic lightning) es la tendencia del rayo a coordinarse libremente a través de largas distancias. Las descargas pueden aparecer en grupos cuando se ven desde el espacio.[cita requerida][aclaración requerida]

- rayo ascendente (Upward lightning) o rayo de tierra a nube (ground-to-cloud lightning) es un rayo que se origina en la parte superior de un objeto conectado a tierra y se propaga hacia arriba desde ese punto. Este tipo de rayo puede ser provocado por un rayo precedente, o puede iniciarse completamente por sí solo. El primero se encuentra generalmente en regiones donde ocurren rayos de araña y puede involucrar múltiples objetos conectados a tierra simultáneamente.[54] El último suele ocurrir durante la estación fría y puede ser el tipo de rayo dominante en los eventos de tormentas y nevadas.[55]

- rayo de cielo despejado (Clear-air lightning) son relámpagos que ocurren sin que hay una nube aparente lo suficientemente cerca como para haberlos producido. En las Montañas Rocosas de EE. UU. y Canadá, una tormenta eléctrica puede estar en un valle adyacente y no ser observable desde el valle donde cae el rayo, ya sea visual o audiblemente. En las áreas montañosas europeas y asiáticas también se experimentan eventos similares. También en áreas tales como sounds, grandes lagos o llanuras abiertas, cuando la celda de tormenta está sobre el horizonte cercano (a unos 25 km) puede haber alguna actividad distante, puede ocurrir una descarga y como la tormenta está muy lejos, el golpe se conoce como un rayo caído del cielo (a bolt from the blue).[56] Estos destellos generalmente comienzan como destellos de relámpago internubosos normales antes de que el líder negativo salga de la nube y golpee el suelo a una distancia considerable.[57][58] Las descargas positivas en aire despejado pueden ocurrir en ambientes altamente cizallados donde la región de carga positiva superior se desplaza horizontalmente del área de precipitación.[59]

#### Descarga artificial

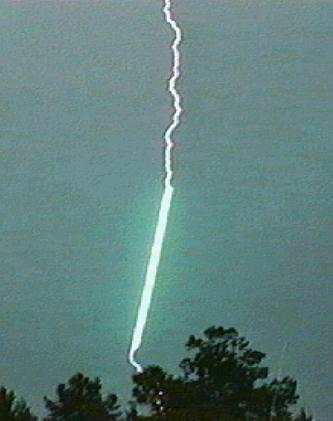
Un rayo artificial

Los rayos artificiales pueden obtenerse por medio de pequeños cohetes que, a medida que se elevan, llevan un delgado hilo metálico conectado. A medida que el dispositivo se eleva, este hilo se despliega hasta que, en las condiciones adecuadas, se produce una descarga eléctrica pasando a través del hilo hasta el suelo. El hilo se vaporiza instantáneamente, pero el camino que sigue la corriente eléctrica es generalmente rectilíneo gracias al camino de los átomos ionizados que deja el hilo. También es posible crear rayos iniciados por haces láser, que crean filamentos de plasma durante cortos momentos, permitiendo que las cargas eléctricas fluyan y den lugar a una descarga eléctrica.

### Particularidades

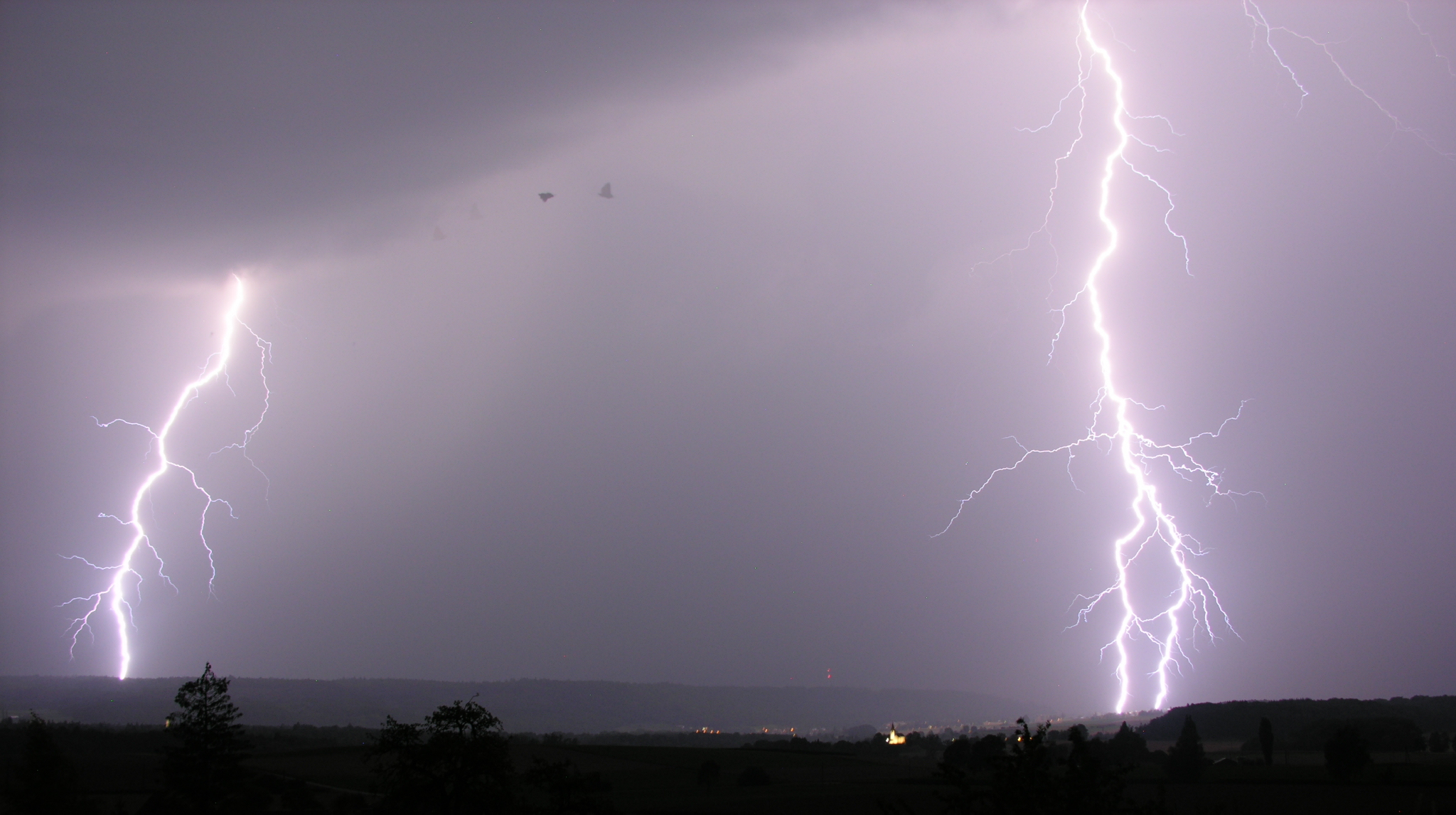
Rayos en Escafusa, en Suiza. Se puede ver un pájaro cuatro veces en la imagen debido al efecto estroboscópico del rayo.

Los rayos suelen aparecer de manera intensa y brillante, a veces produciendo un efecto estroboscópico. La luminosidad de un rayo se puede ver a varias decenas de kilómetros de distancia. Este fenómeno se denomina «relámpago de calor» porque generalmente está asociado con las tormentas de verano. Cuando ocurre un rayo en el interior de una nube, el rayo es capaz de iluminarla completamente, iluminando también el cielo.
Finalmente, las descargas intranubosas pueden manifestarse como canales extremadamente ramificados que se extienden horizontalmente en las regiones más altas de la nube, sobre una gran parte de ella. Los rayos que se distribuyen horizontalmente generalmente parecen moverse más lentamente que la media. En las descargas de nube a tierra, es posible que se produzcan relámpagos de forma similar a una cinta. Esto se debe a los fuertes vientos que pueden mover el canal ionizado. En cada descarga, el rayo parece moverse lateralmente, formando segmentos paralelos entre sí.
Las descargas positivas, debido a que se originan en la parte más alta del cumulus, pueden extenderse más allá de la región de la tormenta, hacia un área donde el clima es estable, a kilómetros de distancia. El canal de este tipo de rayos puede desplazarse horizontalmente durante unos kilómetros antes de dirigirse repentinamente hacia el suelo.
Las descargas de todo tipo dejan un canal de aire ionizado extremadamente caliente a través del cual pasan. Al cortar el flujo de cargas eléctricas, el canal restante se enfría rápidamente y se descompone en varias partes más pequeñas, creando una secuencia de puntos luminosos que desaparecen rápidamente. Los segmentos se forman porque el canal no tiene un espesor constante en toda su longitud y las partes más gruesas tardan más en enfriarse. Este fenómeno es extremadamente difícil de observar, porque todo el proceso toma solo una pequeña fracción de segundo.
También se ha informado de un fenómeno llamado rayo globular. Este tiene un diámetro medio de entre veinte y cincuenta centímetros, parece aparecer en tormentas, tiene un brillo menos intenso que otros rayos y generalmente se mueve horizontalmente en una dirección aleatoria. Este fenómeno dura solo unos segundos. Quedan muchas dudas sobre su existencia, la cual aún no ha sido probada, aunque existen muchos testimonios históricos, algunos reportan haberlo visto en el interior de edificios.

### Otros orígenes

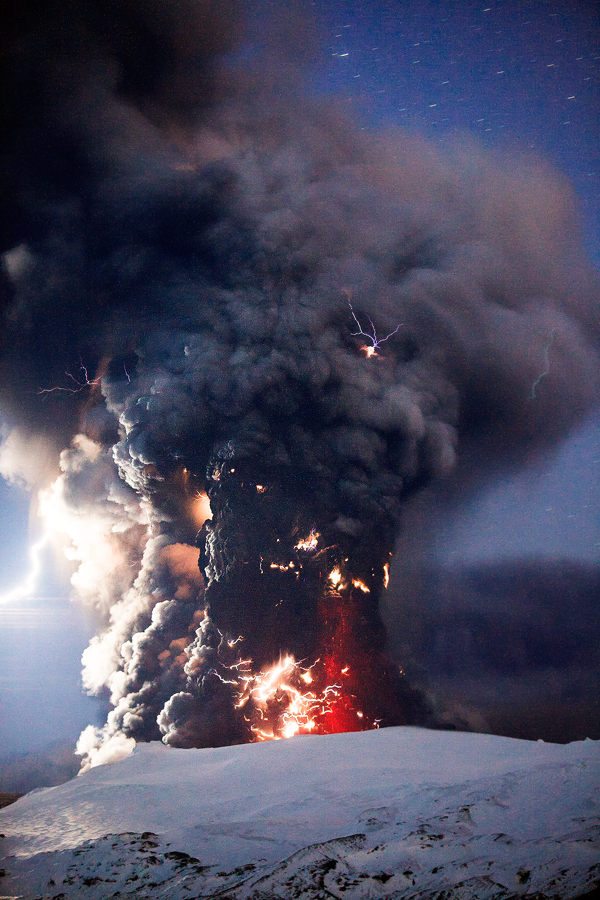
Relámpagos durante la erupción del Eyjafjallajökull de 2010.

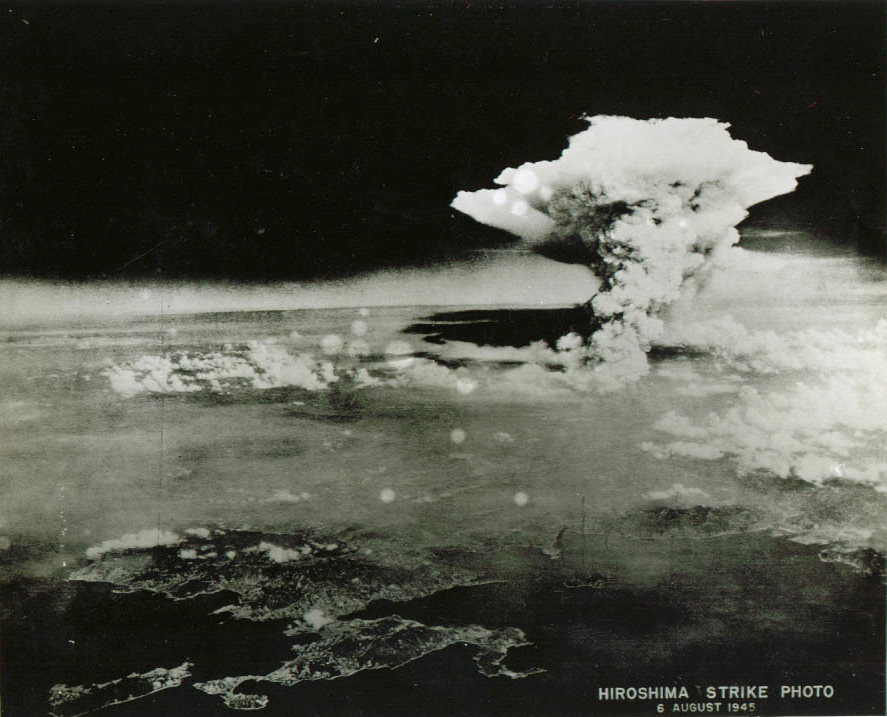
Durante décadas, la pluma en esta foto de Hiroshima se identificó erróneamente como una Nube de hongo de la explosión de la bomba atómica del 6 de agosto de 1945. Sin embargo, debido a su altura mucho mayor, la nube se identificó en marzo de 2016 como un pirocumulonimbos sobre la ciudad, cuando la tormenta ígnea alcanzó su máxima intensidad unas tres horas después de la explosión.

Además de las tormentas, la actividad volcánica produce condiciones favorables para la ocurrencia de rayos de múltiples formas. La enorme cantidad de material pulverizado y de gases expulsados explosivamente a la atmósfera crea una densa columna de partículas. La densidad de cenizas y el movimiento constante dentro de la columna volcánica producen cargas por interacciones de fricción (triboelectrificación), lo que ocasiona destellos muy potentes y muy frecuentes cuando la nube intenta neutralizarse. La amplitud de la actividad eléctrica depende directamente del tamaño de la nube de cenizas; y esta depende a su vez de la intensidad de la erupción. Debido al gran contenido de material sólido (cenizas), y por diferencia con las zonas generadoras de cargas ricas en agua de una nube de tormenta normal, a menudo se le llama tormenta sucia o tormenta volcánica, y generalmente quedan confinadas en la nube y pocas de ellas llegan a áreas más remotas. Sin embargo, representan una fuente importante de interferencia en las transmisiones de radio y a veces causan incendios forestales. También hay rayos provenientes de nubes de humo de grandes incendios.
- se han presenciado destellos poderosos y frecuentes en la columna volcánica desde la erupción del Vesubio en el 79 d. C. relatada por Plinio el Joven.[68]
- asimismo, los vapores y las cenizas que se originan en los respiraderos de los flancos del volcán pueden producir destellos más pequeños y localizados a más de 2,9 km de longitud.
- chispas pequeñas y de corta duración, documentadas recientemente cerca del magma recién extruido, atestiguan que el material está muy cargado antes incluso de entrar a la atmósfera.[69]

Las explosiones termonucleares pueden provocar descargas eléctricas. Estos fenómenos suelen ocurrir mediante la transferencia de electrones del suelo hacia la atmósfera, formando canales ionizados de varios kilómetros de longitud. Se desconoce el origen del fenómeno, pero es posible que la emisión radiactiva de la explosión desempeñe algún papel.
Las tormentas de arena también son fuentes de descargas eléctricas que pueden provenir de la colisión entre las partículas de arena que, al entrar en contacto, acumulan cargas y generan descargas.
Los incendios forestales intensos, como los observados en la temporada de incendios forestales de Australia 2019-2020, pueden crear sus propios sistemas meteorológicos que pueden producir rayos y otros fenómenos meteorológicos. El calor intenso de un incendio hace que el aire se eleve rápidamente dentro de la columna de humo, provocando la formación, en una atmósfera inestable, de nubes de pirocumulonimbos. Este aire turbulento y ascendente aspira aire más frío, lo que ayuda a enfriar la columna. La pluma ascendente se enfría aún más por la presión atmosférica más baja a gran altitud, lo que permite que la humedad se condense en nubes. Estos sistemas climáticos pueden producir rayos secos, tornados de fuego, vientos intensos y granizo sucio.

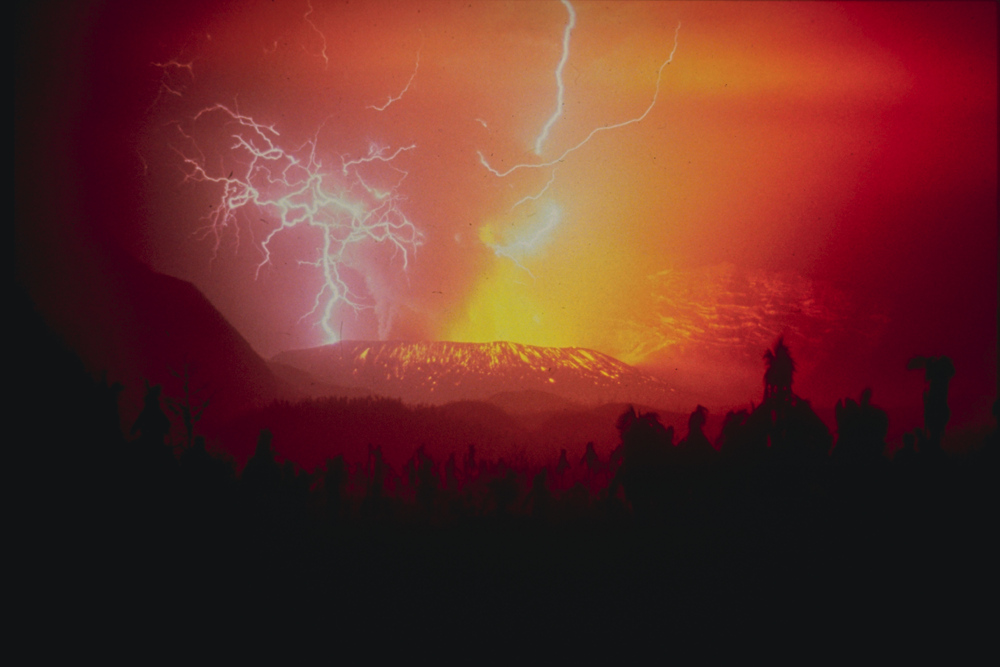
Descargas en el volcán Galunggung, en Indonesia
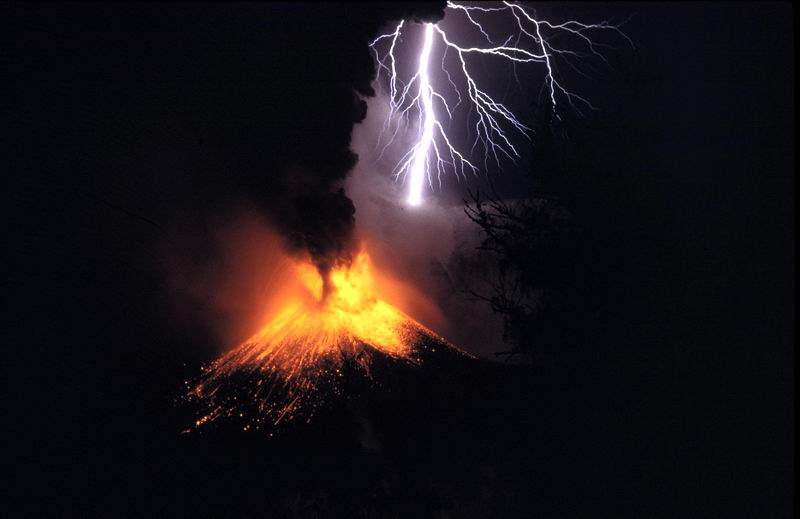
El material volcánico que se eleva hacia la atmósfera puede provocar rayos (erupción de 1994 del monte Rinjani)
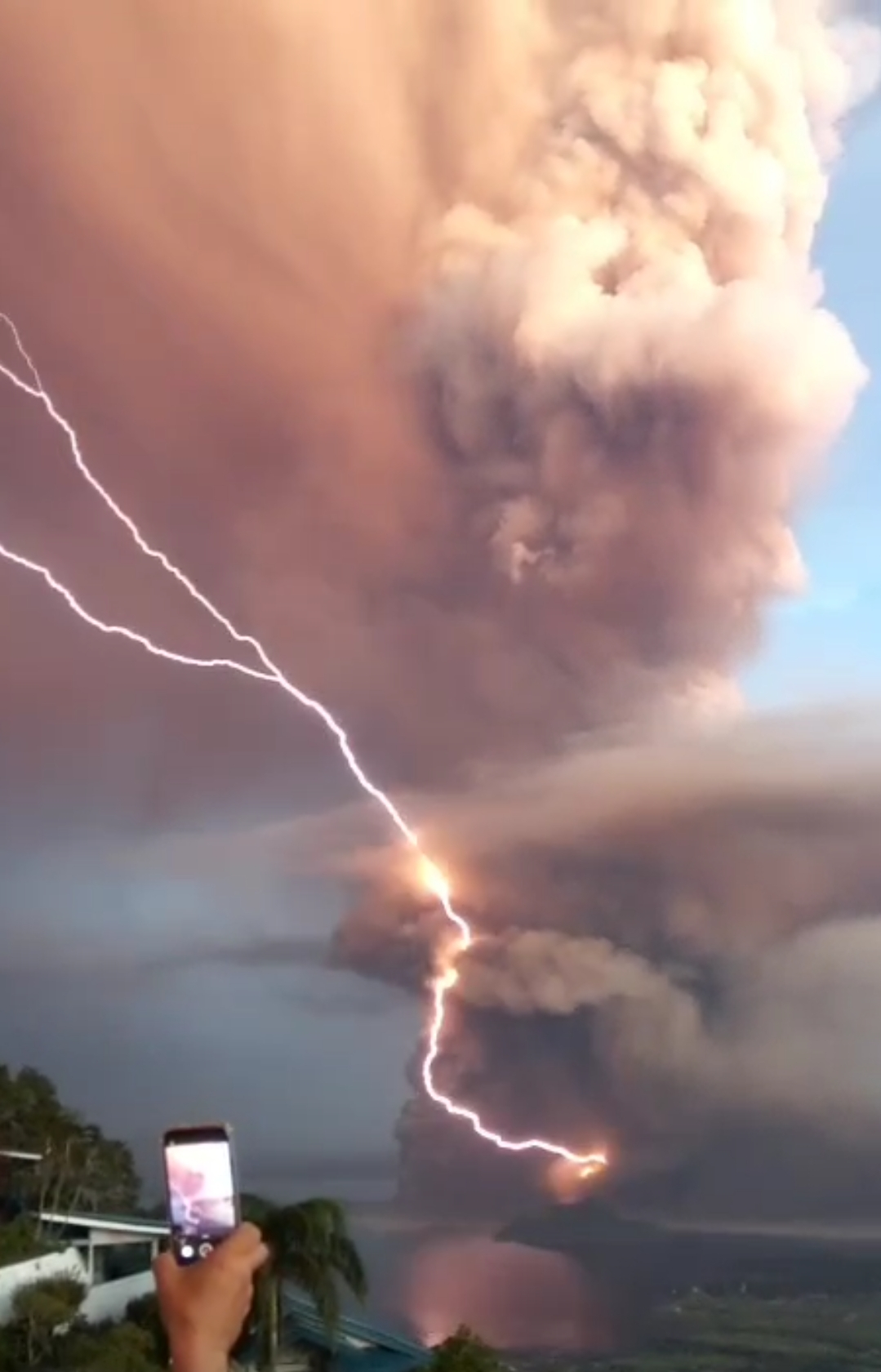
Rayos en el volcán Taal

## Fenómenos relacionados

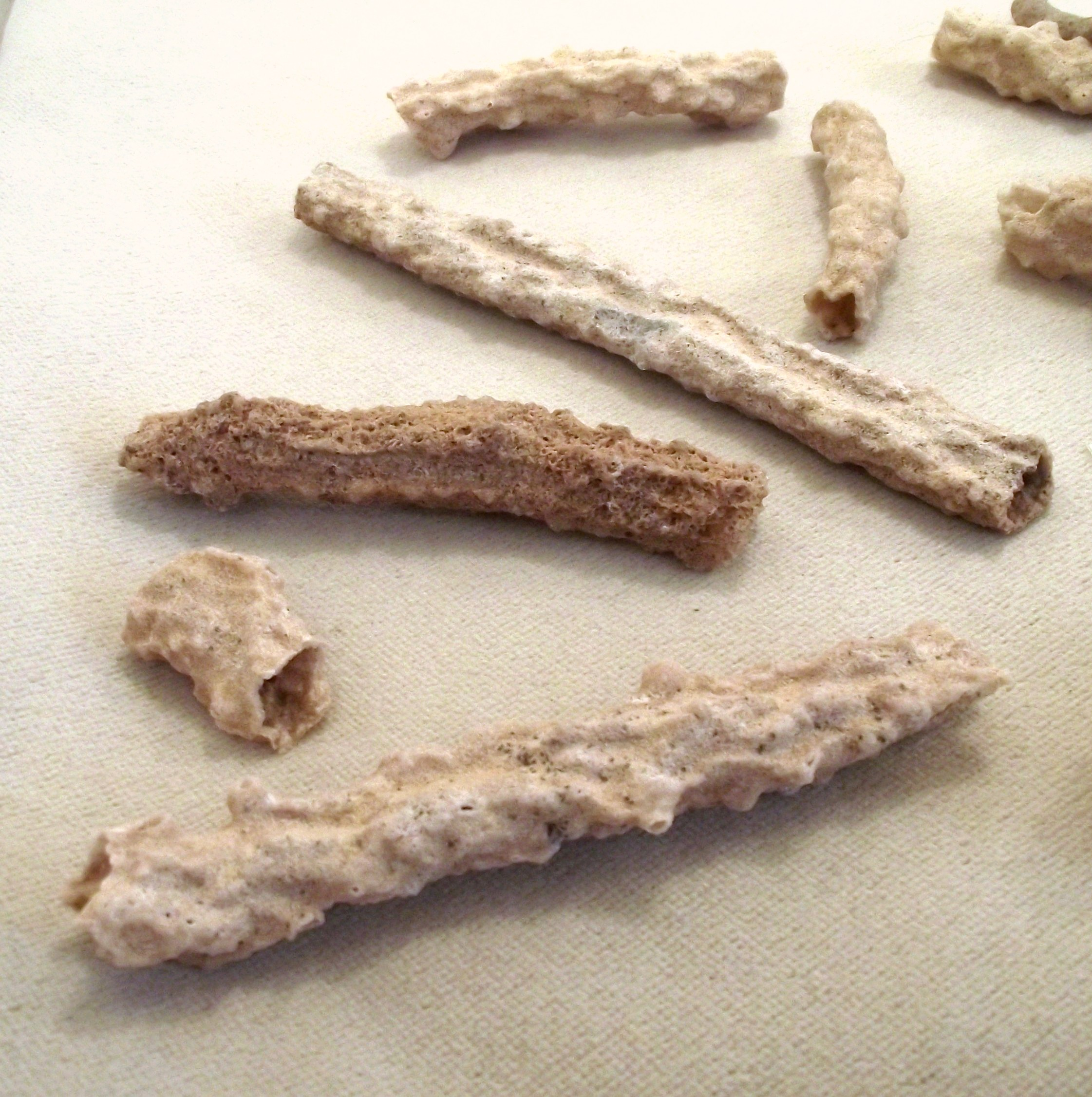
Fulguritas de Argelia.

Los rayos producen radiaciones electromagnéticas de diferentes frecuencias, en especial de la luz visible, ondas de radio y de radiación de alta energía. Esas radiaciones caracterizan al rayo. El aumento de temperatura en el canal del rayo, por otro lado, produce ondas sonoras que forman el trueno. La variación del campo eléctrico de descarga también es la causa de otros tipos de fenómenos transitorios en la atmósfera superior. En general, los rayos ocurren en mayor cantidad durante las tormentas. Cuando una descarga cae directamente sobre un suelo arenoso, la inmensa temperatura provoca la fusión de sus partículas que, una vez cortada la corriente, se funden y forman una fulgurita, cuya forma adquirida corresponde al trayecto de la descarga en el suelo.

### Trueno
Las ondas sonoras causadas por una descarga eléctrica caracterizan al trueno. Se deben a la rápida expansión del aire debido al recalentamiento del canal de descarga. La frecuencia varía entre unos pocos hercios y unos pocos kilohercios. El intervalo de tiempo entre la observación del rayo y la percepción del trueno se diferencia por el hecho de que la luz viaja mucho más rápido que el sonido, que tiene una velocidad de 340 m/s.
Cuando el rayo cae a menos de cien metros de un oyente, el trueno se presenta como una onda sonora repentina de alta intensidad que dura menos de dos segundos, seguida de una fuerte detonación que dura varios segundos hasta que se disipa. La duración del trueno depende de la forma del haz, y las ondas sonoras se propagan en todas las direcciones a partir del conjunto del canal, lo que entraña una gran diferencia entre la parte más cercana y la más alejada del oyente. Como la atmósfera atenúa las ondas sonoras, el trueno asociado a las descargas que se producen a grandes distancias se vuelve inaudible a medida que viaja unos kilómetros y por tanto pierde energía. Además, el hecho de que se produzcan tormentas en zonas de inestabilidad atmosférica favorece la disipación de la energía sonora.

### Radiación de alta energía

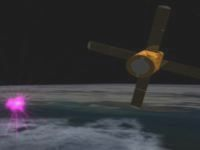
Impresión artística de un rayo por encima de las nubes que desencadena ráfagas de rayos gamma.

Los rayos producen radiaciones en una amplia variedad de rangos en el espectro electromagnético, yendo desde las frecuencias ultrabajas hasta los rayos X y rayos gamma, incluido el espectro visible. Los rayos X y gamma son de alta energía y resultan de la aceleración de los electrones en un campo eléctrico intenso en el momento de la descarga. Son atenuados por la atmósfera, limitándose los rayos X en las proximidades del rayo, mientras que los rayos gamma, aunque su intensidad se reduce considerablemente con la distancia, pueden detectarse tanto desde el suelo como desde satélites artificiales. Las tormentas se asocian generalmente con la aparición de destellos de rayos gamma en la atmósfera superior de la Tierra. Algunos satélites, como AGILE, monitorean la aparición de este fenómeno, que ocurre decenas de veces a lo largo del año.
Los modelos sugieren que se puede producir un tipo exótico de descarga en el interior de las tormentas, en el que ocurre la interacción entre electrones de alta energía y su correspondiente antimateria, los positrones. Este proceso conduce a la producción de partículas más energizadas que finalmente ocasionan explosiones de rayos gamma. Estas descargas son extremadamente rápidas, más rápidas que los propios rayos y, a pesar de la gran cantidad de energía involucrada, emiten poca luz. Es posible que los aviones que cruzan cerca de las tormentas reciban grandes dosis de radiación, aunque todavía no se han obtenido resultados concluyentes.

### Colores y longitudes de onda

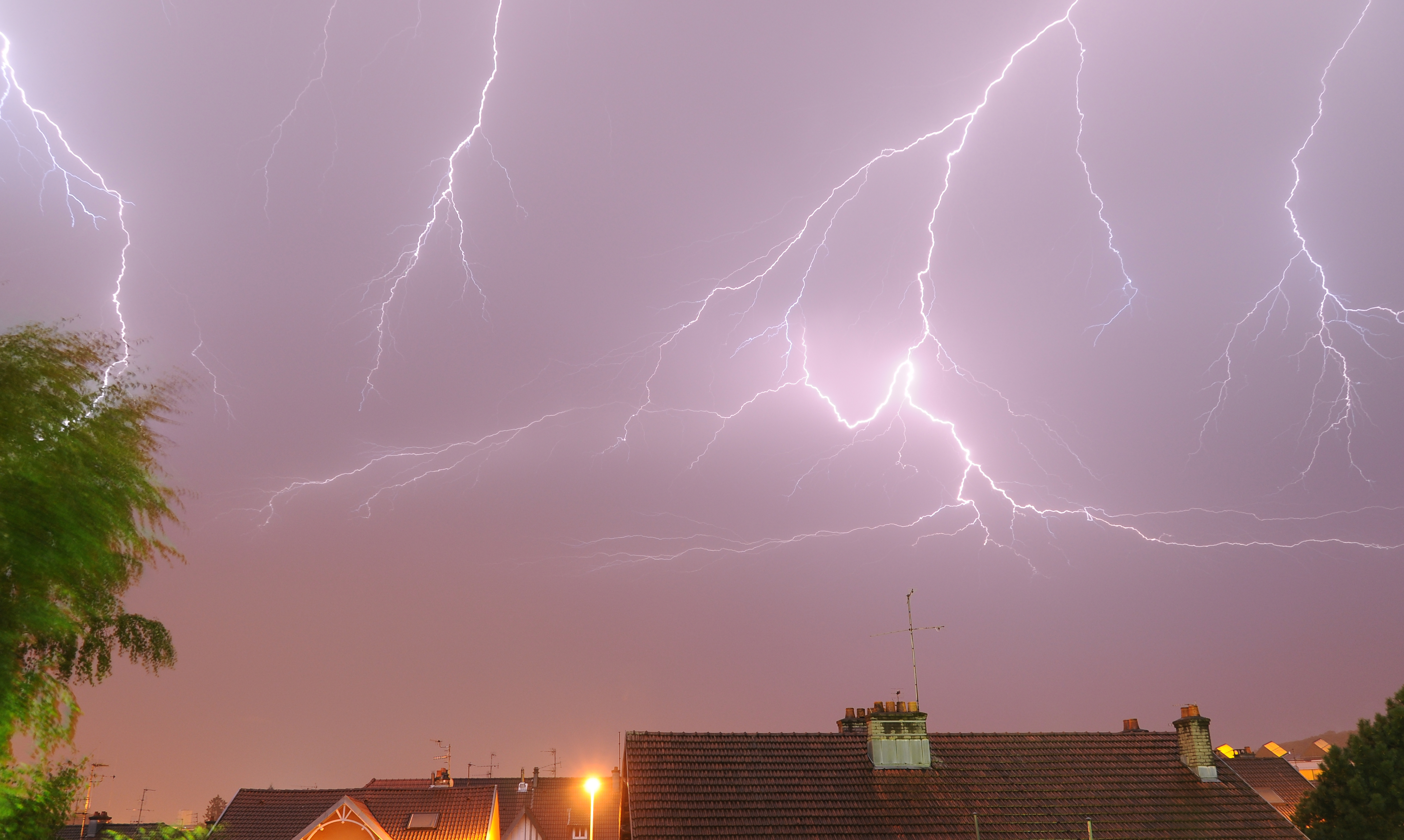
Rayos en Belfort, Francia.

A lo largo del camino recorrido, la descarga sobrecalienta los gases de la atmósfera y los ioniza (la temperatura puede llegar a ser cinco veces la de la superficie del sol, o 30 000 K). Se forma un plasma conductor que provoca la emisión repentina de la luz observable. El color de ese rayo depende de varios factores: la densidad de corriente, la distancia del observador al rayo y la presencia de diferentes partículas en la atmósfera. En general, el color percibido de un rayo es blanco en aire seco, amarillo en presencia de una gran cantidad de polvo, rojo en presencia de lluvia y azul en presencia de granizo.
La percepción del color blanco del rayo también está ligada al conjunto de las longitudes de onda de los diferentes elementos presentes en el aire electrificado. La presencia en la atmósfera de oxígeno y de nitrógeno contribuye a longitudes de onda correspondientes al verde (508 a 525 nm); al amarillo-naranja (599 nm) para el oxígeno; y al azul (420 a 463 nm) y rojo (685 nm) para el nitrógeno.

### Parásitos de radio
La descarga eléctrica no se limita a las longitudes de onda visibles. Se refleja en un amplio dominio de las radiaciones electromagnéticas que incluye las ondas de radio. Como estas emisiones son aleatorias, se habla de «parásitos atmosféricos». Las ondas creadas propagan el ruido blanco que se superpone a las señales de telecomunicaciones, asemejándose a un crujido para un oyente. Estos parásitos van desde las bajas frecuencias hasta las bandas de UHF.

### Resonancias Schumann
Entre la superficie de la Tierra y la ionosfera, a una altitud de unas pocas decenas de kilómetros, se forma una cavidad en cuyo interior quedan atrapadas las radiaciones electromagnéticas de frecuencia extremadamente baja o ELF (del orden de unos pocos hercios). Como resultado, los rayos circulan varias veces alrededor de la Tierra hasta que se disipan. En este rango de frecuencias los rayos producen radiaciones, por lo que son las principales fuentes para el mantenimiento de ese fenómeno llamado «resonancias de Schumann». La superposición de las radiaciones emitidas en cualquier momento y las resonancias resultantes producen picos de radiación que pueden ser medidos. El monitoreo de la resonancia Schumann es un método importante para monitorear la actividad eléctrica del planeta relacionada con las tormentas y, por lo tanto, puede usarse en el análisis del clima global.

### Fenómenos luminosos transitorios

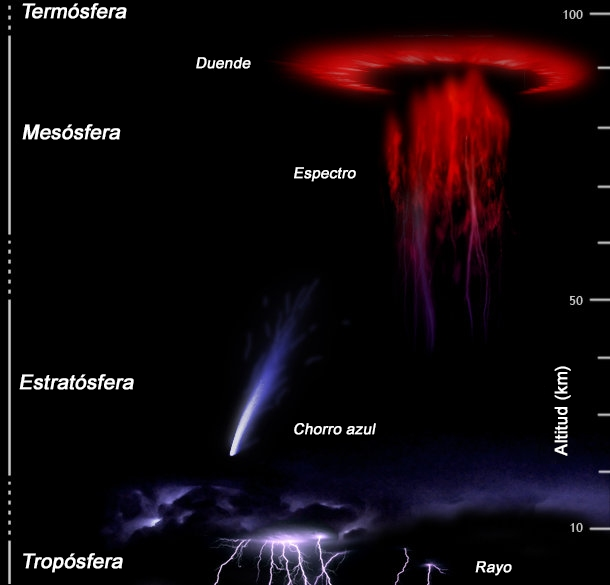
Las diferentes formas de fenómenos luminosos transitorios.

En la alta atmósfera terrestre, por encima de las nubes de tormenta, se producen algunas emisiones particulares, con características diversas, que son denominadas colectivamente fenómenos luminosos transitorios. Aunque se extienden decenas de kilómetros en la estratosfera y la mesosfera, es prácticamente imposible observarlos a simple vista, principalmente debido a su poca luminosidad. Sin embargo, las cámaras instaladas en aviones, satélites o incluso en tierra, pero apuntadas a tormentas cercanas al horizonte, son capaces de probar la existencia de esos fenómenos. Su origen se atribuye a la excitación de la electricidad.por la variación del campo eléctrico, en particular durante la ocurrencia de un rayo de nube a tierra.
Entre los fenómenos transitorios más notables se encuentran los espectros, que aparecen inmediatamente por encima de los grandes rayos durante una tormenta eléctrica, por lo general mostrando colores rojizos y formas cilíndricas que se asemejan a tentáculos. Los chorros azules, a su vez, aparecen en la parte superior de las grandes nubes de tormenta y se propagan en dirección vertical hasta unos cincuenta kilómetros de altura. Ambos tienen una duración máxima de unos pocos milisegundos. Finalmente, los elfos (por ELVES, acrónimo en inglés de Emission of Light and Very low-frequency perturbations from Electromagnetic pulse Sources) tienen forma de disco y duran unos pocos milisegundos. Su origen puede deberse a la propagación de un pulso electromagnético generado en el momento de las descargas en la nube de abajo.

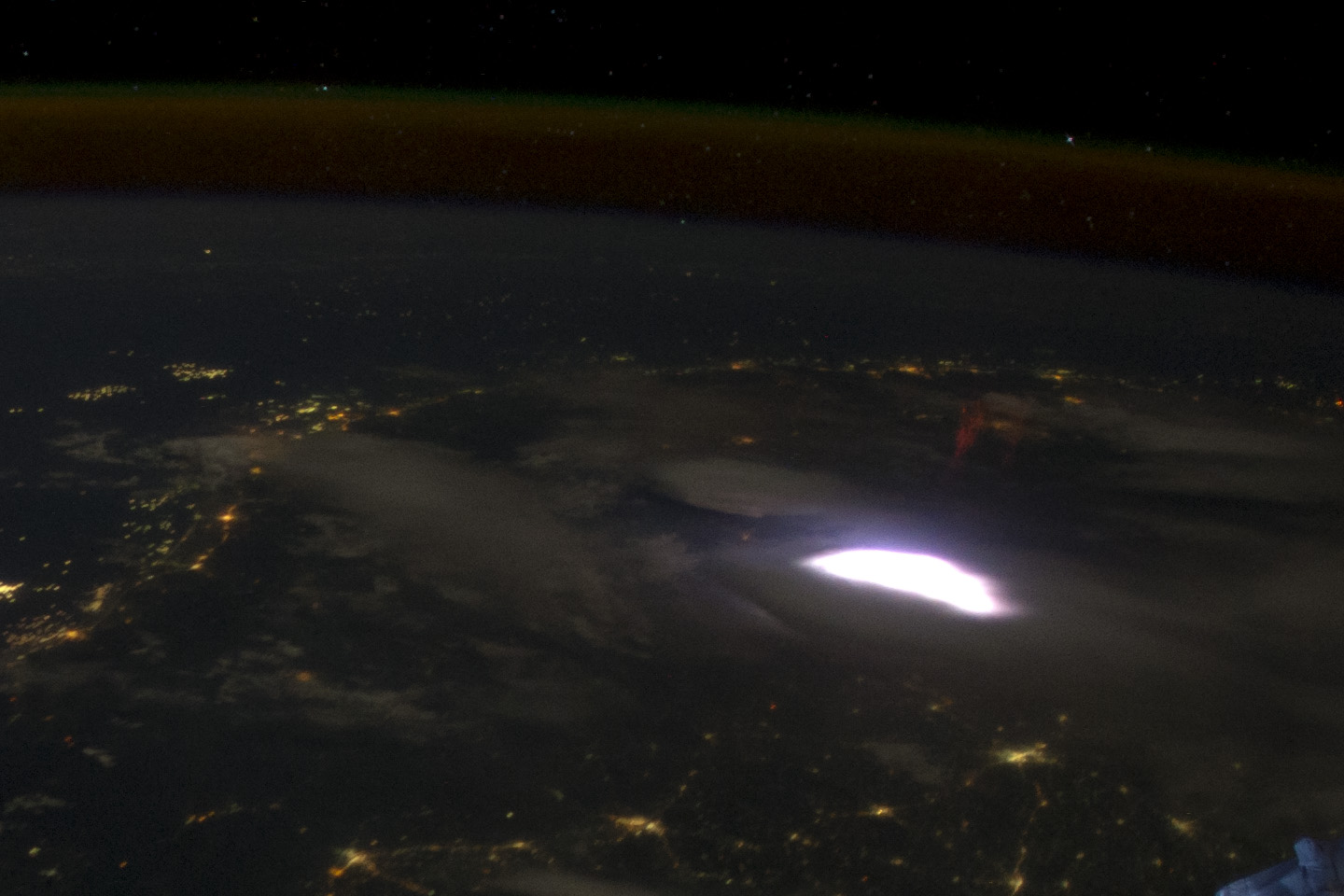
Un rayo en una nube sobre Birmania visto desde la Estación Espacial Internacional. Justo encima de la nube hay un farfadet, en rojo.
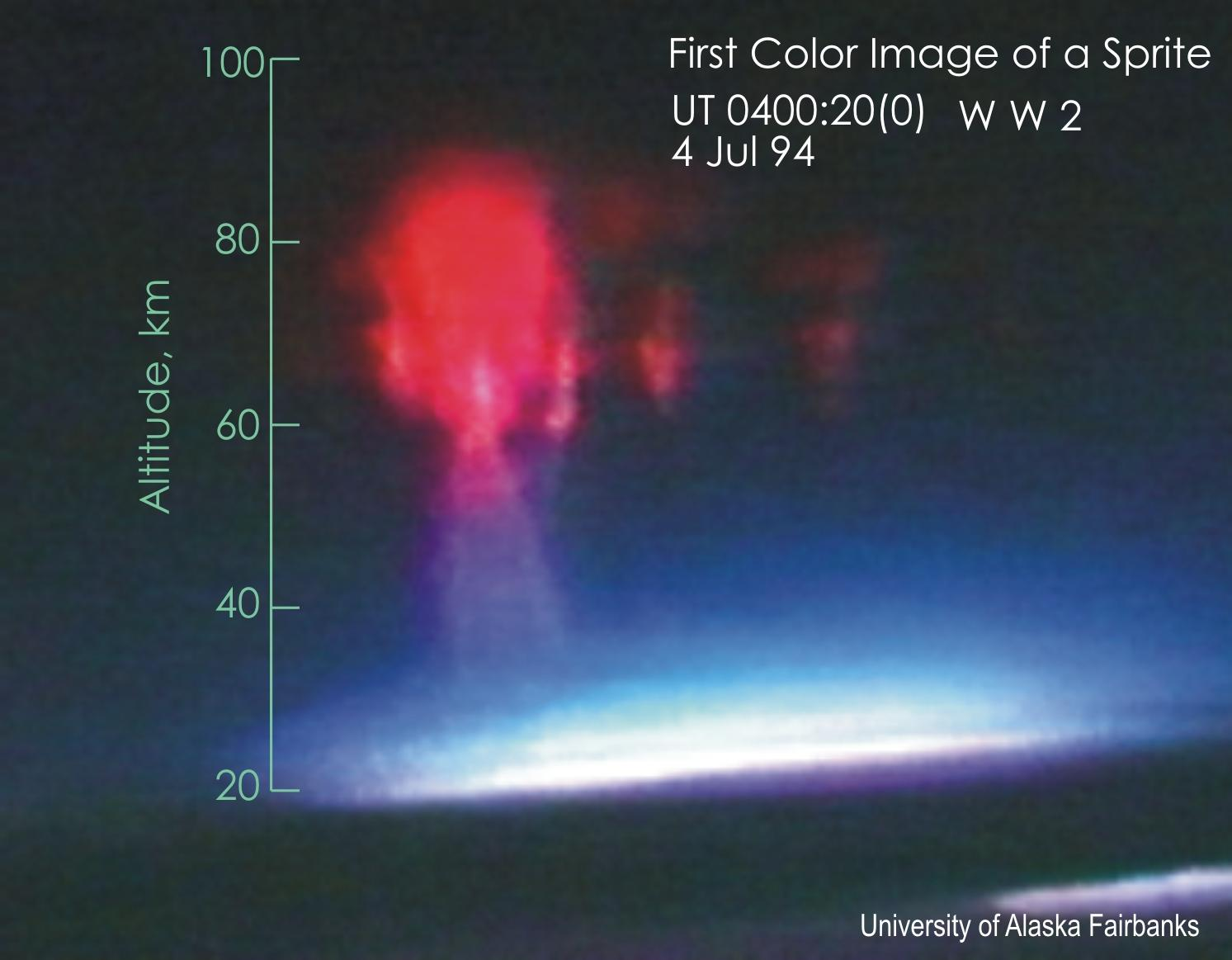
Primera imagen en color de un espectro (NASA/Universidad de Alaska, 1994): el color rojo proviene de las emisiones de nitrógeno fluorescente excitadas por un rayo.
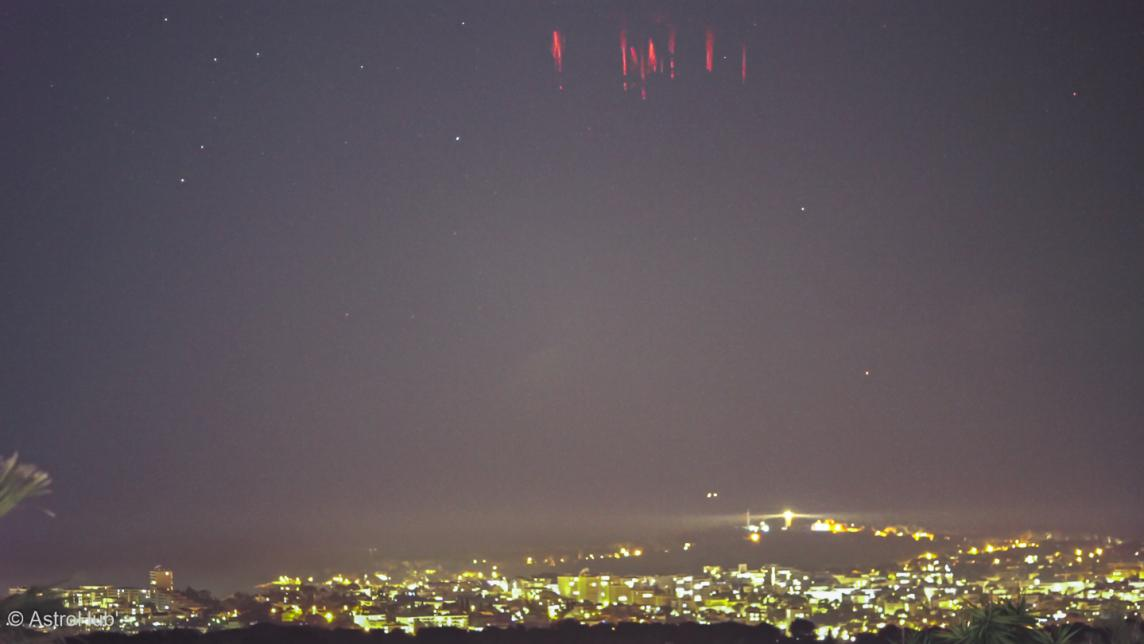
Espectros sobre Antibes, Francia
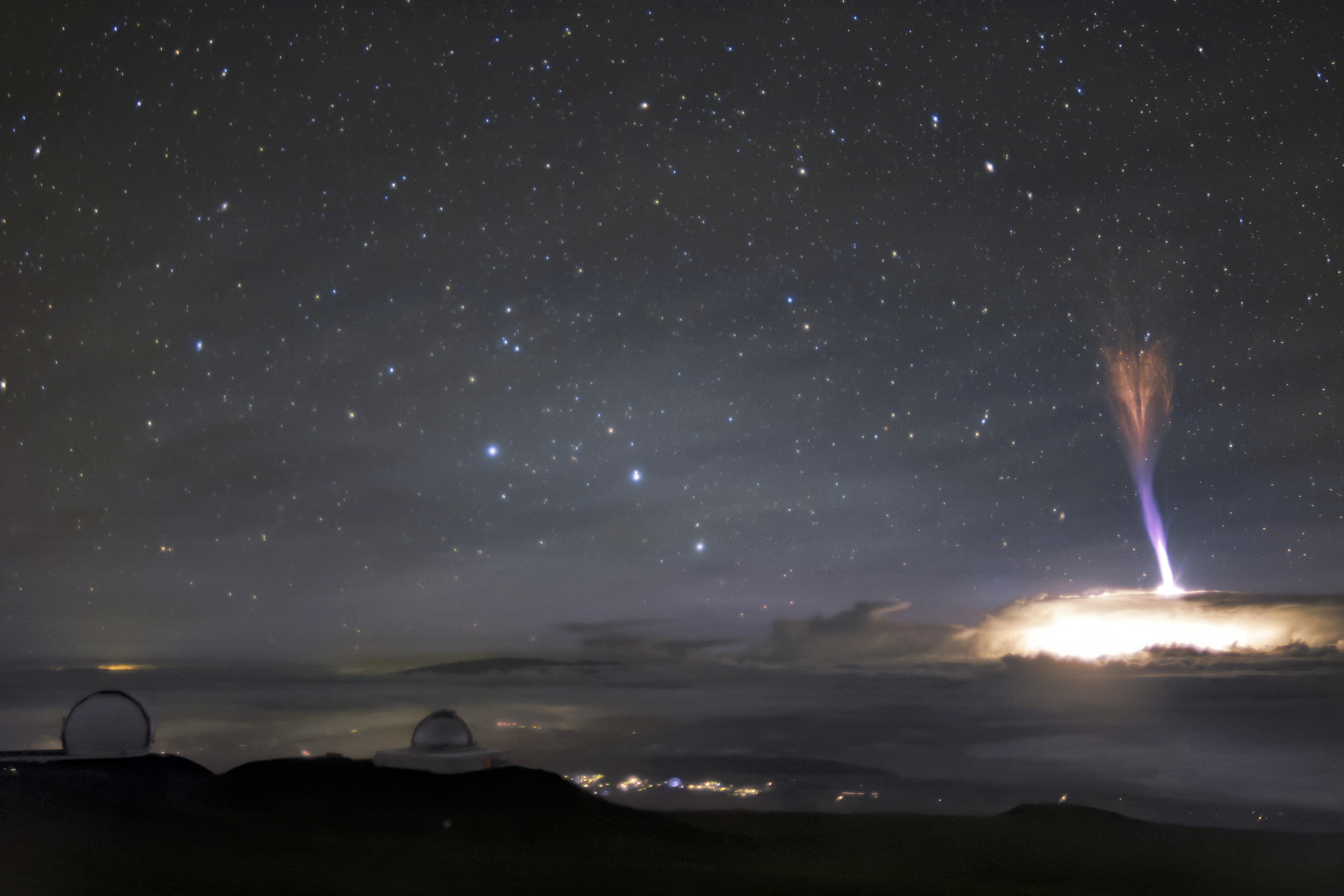
Chorros azules en la cima del Mauna Kea, Hawaii.

## Distribución

### Frecuencia de los rayos

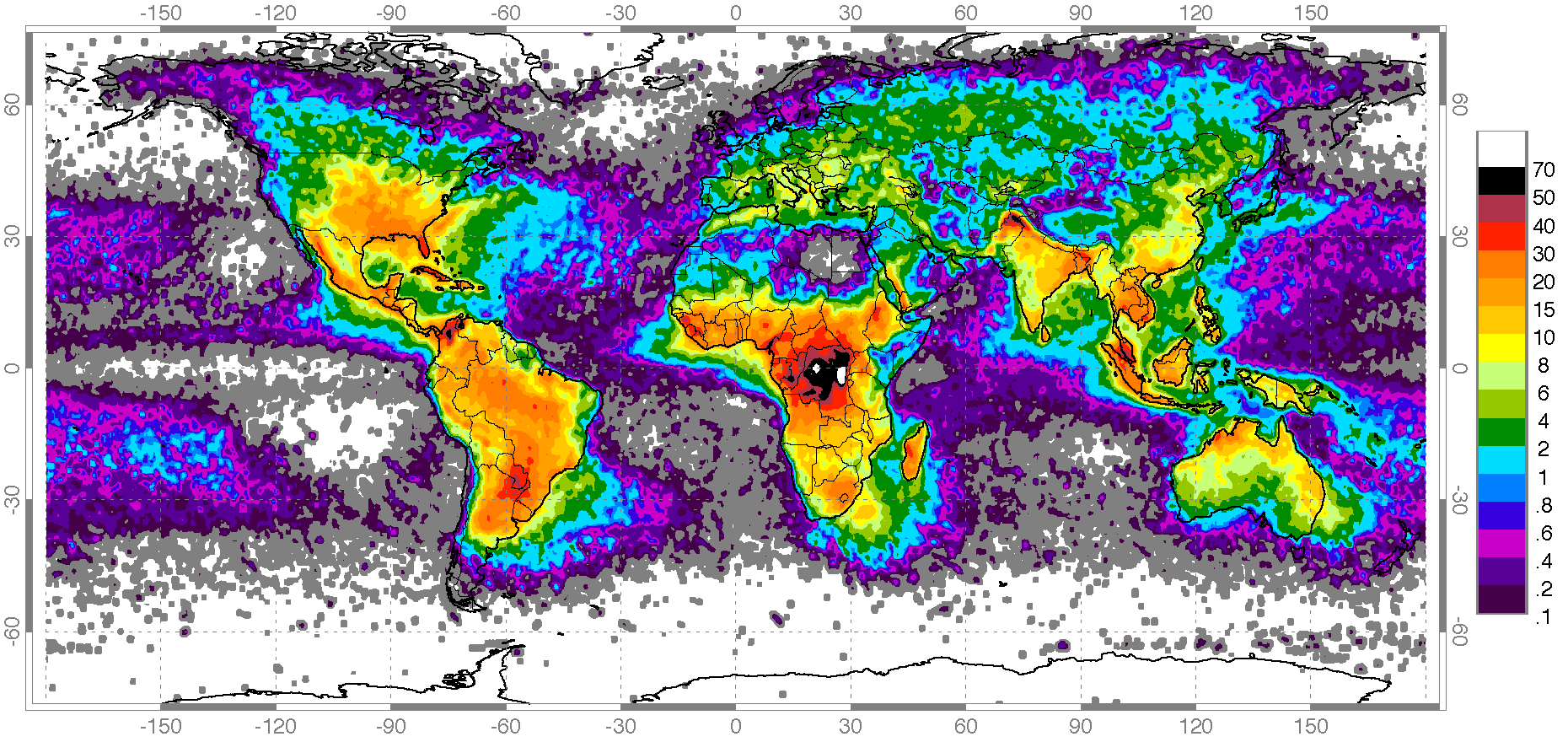
Frecuencia de impactos de rayos en el mundo por km²/año (proyección equiárea), a partir de datos combinados obtenidos por el Optical Transient Detector (1995-2003) y el Lightning Imaging Sensor (1998-2003).

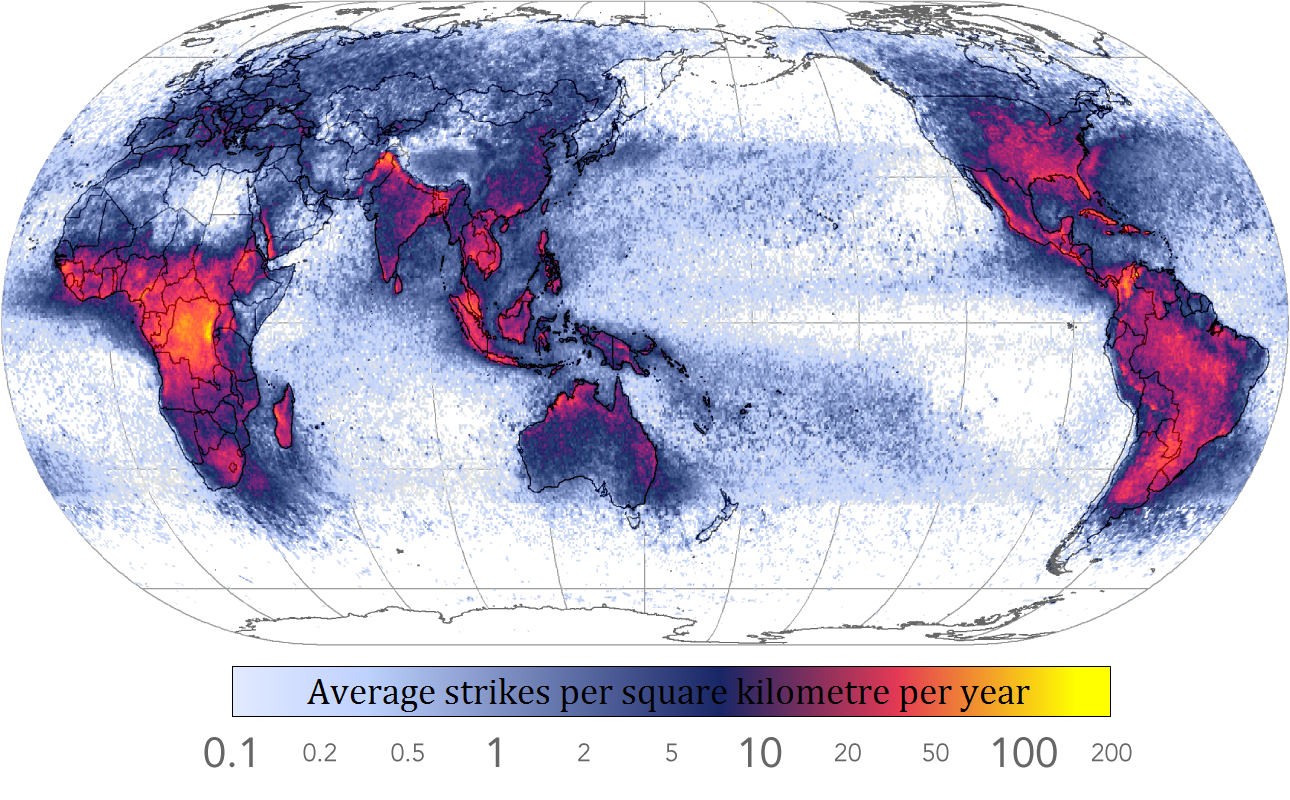
Frecuencia de los rayos en todo el mundo, según datos de la NASA (2008).

Gracias a las observaciones por satélite, es posible estimar la distribución de los rayos en todo el mundo y comprobar que no se distribuyen uniformemente. La frecuencia de los relámpagos es de aproximadamente 44 (± 5) veces por segundo, o casi 1400 millones de destellos por año, siendo la duración promedio de 0.2 segundos compuesta por un número de destellos mucho más cortos (golpes) de alrededor de 60 a 70 microsegundos. Muchos factores afectan a la frecuencia, distribución, potencia y propiedades físicas de un rayo típico en una región particular: la altitud del terreno, la latitud, las corrientes de viento predominantes, la humedad relativa y la proximidad a cuerpos de agua cálidos y fríos. Esto ocurre tanto por la mezcla de masas de aire más cálidas y más frías, como por las diferencias en las concentraciones de humedad, y generalmente ocurre en los límites entre ellas. El flujo de corrientes oceánicas cálidas que atraviesan masas de tierra más secas, como la corriente del Golfo, explica parcialmente la elevada frecuencia de los rayos en el sureste de los Estados Unidos. Debido a que los grandes cuerpos de agua carecen de la variación topográfica que daría lugar a la mezcla atmosférica, los rayos son notablemente menos frecuentes en los océanos del mundo que en la tierra. Los polos norte y sur tienen una cobertura limitada de tormentas eléctricas y, por lo tanto, resultan ser las áreas con la menor cantidad de rayos.
Debido a que los seres humanos son terrestres y la mayoría de sus posesiones se encuentran en la Tierra, donde los rayos pueden dañarlos o destruirlos, los rayos de nube a tierra son los más estudiados y los mejor comprendidos de los tres tipos, aunque los rayos intranube e internubes son los tipos de rayos más comunes (los relámpagos de nube a tierra representan solo el 25 % del total de relámpagos en el mundo; hasta cierto punto, la proporción también varía según la estación en las latitudes medias). La relativa imprevisibilidad del relámpago limita una explicación completa de cómo o por qué ocurre, incluso después de cientos de años de investigación científica. Aproximadamente el 70 % de los rayos ocurren sobre la tierra en los trópicos donde la convección atmosférica es mayor.
De esos rayos más del 90 % se distribuyen sobre las tierras emergidas. Los datos obtenidos de los instrumentos demuestran que la mayoría de los rayos ocurren en las regiones tropicales y subtropicales, principalmente en África central, Asia meridional y suroriental, en el centro de América del Sur y en los Estados Unidos. La cuenca del Congo experimenta una gran cantidad de rayos en varios lugares, especialmente en Ruanda, donde la densidad de las descargas supera los 80 casos por kilómetro cuadrado por año, la más alta del mundo. El lugar particular donde ocurren rayos con mayor frecuencia es cerca de la pequeña aldea de Kifuka en las montañas del este de la República Democrática del Congo, donde la altitud es de alrededor de 975 m. En promedio, esta región recibe 158 descargas/km²/año.. El lago de Maracaibo, en Venezuela, tiene una media de 297 días al año con actividad de rayos, un efecto reconocido como relámpago del Catatumbo. Otros puntos calientes con descargas de rayos son Singapor y Lightning Alley en Florida central.
Las construcciones elevadas tienden a recibir más descargas. Por ejemplo, el Empire State Building en Nueva York es golpeado una veintena de veces al año, de las que más de la mitad son descargas tierra-nube. La estatua del Cristo Redentor en la ciudad de Río de Janeiro recibe una media de seis rayos todos a lo largo del año. En las regiones polares del Norte y del Sur, por el contrario, los rayos son prácticamente inexistentes.
Debido a que la carga concentrada dentro de la nube debe exceder las propiedades aislantes del aire, y esta aumenta proporcionalmente a la distancia entre la nube y el suelo, la proporción de impactos de nube a tierra (versus intranube e internube) aumenta cuando la nube está más cerca del suelo. En los trópicos, donde el nivel de congelación es generalmente más alto en la atmósfera, solo el 10 % de los relámpagos son CG. En la latitud de Noruega (alrededor de 60°N), donde la altitud de congelación es menor, el 50 % de los rayos son de nube a tierra. Los relámpagos generalmente son producidos por nubes cumulonimbus, que tienen sus típicamente a 1-2 km del suelo y que alcanzan una altura de hasta 15 km.

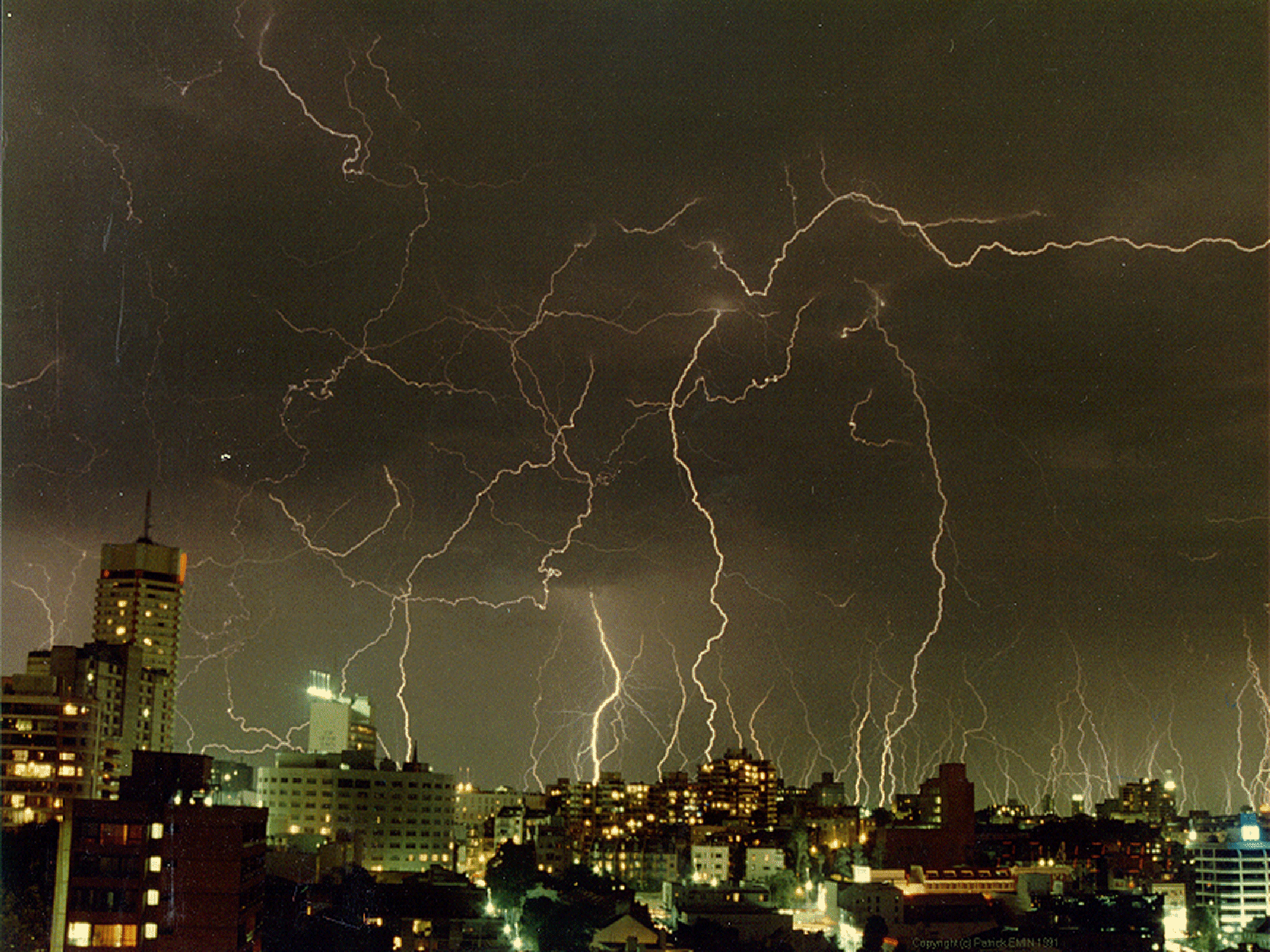
Alta frecuencia de rayos durante una tormenta eléctrica en 1991 en Sídney, en Australia.

La aparición del rayo está directamente relacionada con los sistemas convectivos que, en el apogeo de su actividad, pueden producir más de un relámpago por segundo. Las tormentas que presentan complejos convectivos de mesoescala, como los ciclones tropicales y los huracanes, alcanzan niveles extremos de descargas eléctricas, con un pico de más de un rayo de nube a tierra por segundo. La formación de tormentas supercelulares también tiene una fuerte relación con la aparición de rayos positivos, con más de treinta ocurrencias por hora. La relación entre la tasa de descarga en una tormenta supercelular y la formación de tornados aún no está clara. También es de destacar que los relámpagos de nube a tierra pueden ocurrir exactamente debajo de donde la nube muestra su altitud máxima, aunque esa relación aún no se ha confirmado para todos los tipos de tormentas, especialmente aquellas que ocurren sobre el océano. Aunque los rayos siempre se asocian con tormentas eléctricas, y estas producen lluvia, se desconoce la relación directa entre los dos fenómenos. En las regiones tropicales, la actividad eléctrica se concentra principalmente durante los meses de verano.
Es posible que el calentamiento global esté provocando un aumento de la incidencia de rayos en el mundo entero. Sin embargo, las predicciones difieren entre un aumento del 5 y un 40 % de la incidencia actual por cada grado Celsius de aumento medio de la temperatura atmosférica.
Un modelo matemático desarrollado por Marcia Baker, Hugh Christian y John Latham permite estimar la frecuencia de los rayos, representada por la letra {\displaystyle f}. Según el modelo, esto es proporcional a la reflectividad radar {\displaystyle Z} y la amplitud del movimiento ascendente {\displaystyle R} y depende también de la concentración de cristales de hielo y de granos de hielo en la nube. En algunos casos, la frecuencia de los rayos también es proporcional a la potencia de un número elevado de la velocidad de los movimientos ascendentes del aire {\displaystyle w}. La potencia considerada es generalmente seis, es decir {\displaystyle w^{6}} Según otro modelo, válido para tormentas tropicales, la frecuencia de los rayos es proporcional a la potencia de cinco de la profundidad del frente frío. La profundidad del frente frío, que representa la diferencia entre la altitud de la cumbre de la tormenta tropical y la del punto donde está a 0 °C, es a su vez proporcional a la tasa de carga y a la electricidad estática almacenada en las nubes convectivas.

### Récords
El 25 de junio de 2020, la Organización Meteorológica Mundial anunció el registro de dos récords de rayos: el más largo en distancia recorrida y el más largo en duración, llamados «megarrayos». El primero, en el estado de Rio Grande do Sul, en el sur de Brasil, recorrió 709 km en línea horizontal, cortando el estado norteño el 31 de octubre de 2018, más del doble del récord anterior, registrado en el estado de Oklahoma, en Estados Unidos, con 321 km (duración de 5,7 s). El rayo de mayor duración, de 16,73 segundos, ocurrió en Argentina, a partir de una descarga que se inició en el norte del país el 4 de marzo de 2019, que también fue más del doble del récord anterior, que era de 7,74 segundos, registrado en Provenza-Alpes-Costa Azul, Francia, el 30 de agosto de 2012.
Roy Sullivan, un guardabosques en el parque nacional Shenandoah, tiene el récord de número de impactos de rayos en un hombre. Entre 1942 y 1977, Sullivan fue alcanzado por un rayo siete veces y sobrevivió a cada una de ellas.

### Detección y seguimiento

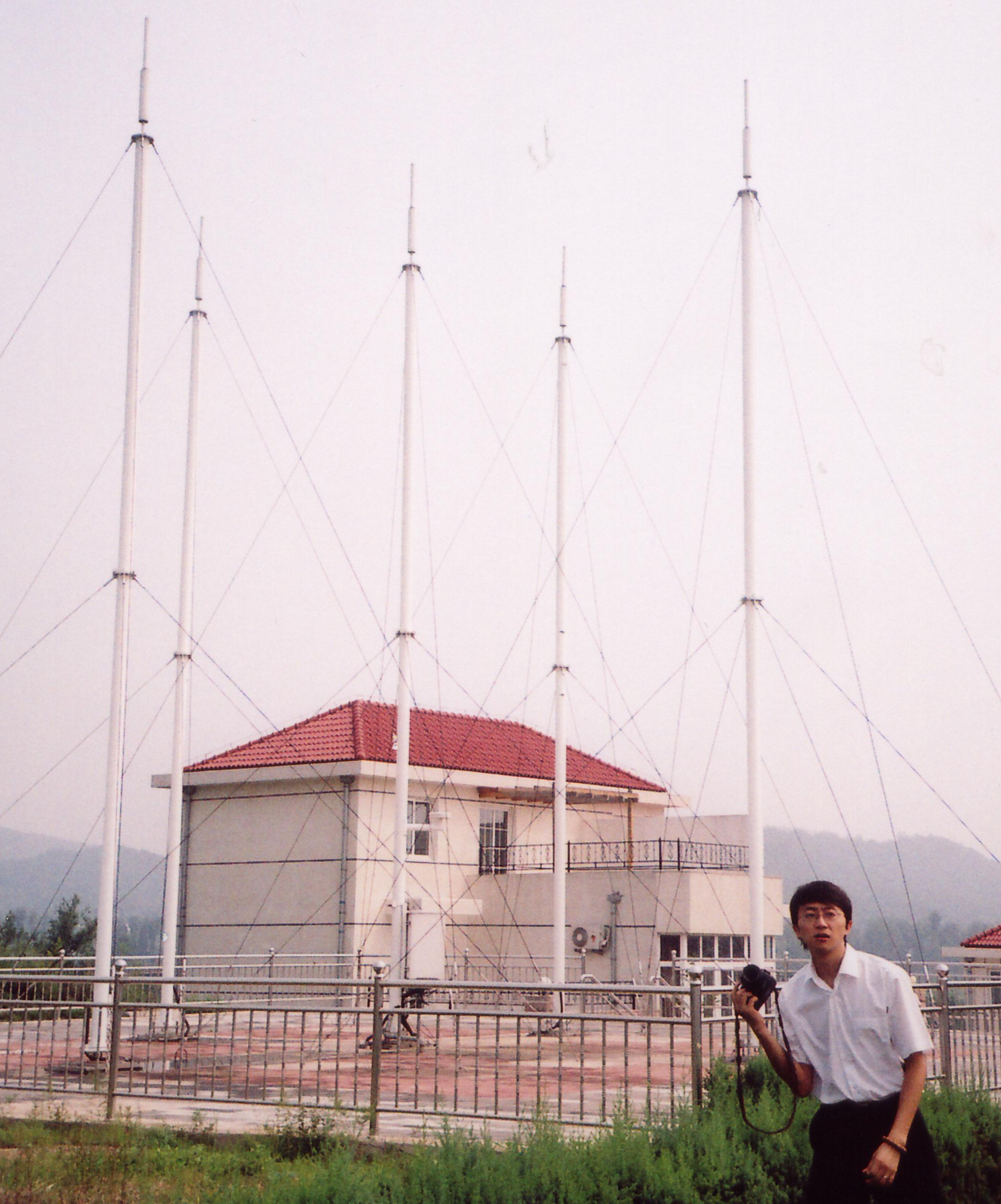
Antenas que forman parte de una red de detección de rayos en China. Esta red puede detectar los rayos en tres dimensiones en las tormentas eléctricas.

La técnica más antigua de análisis de rayos, utilizada desde 1870, es la espectroscopia, que consiste en la descomposición de la luz a diferentes frecuencias. Este método permitió determinar la temperatura dentro de un relámpago, así como la densidad de los electrones del canal ionizado. También hay sistemas de dispositivos, utilizados desde 1920, que tienen por principio la detección de la radiación electromagnética del rayo, lo que permite determinar, además de su ubicación, su intensidad y su forma. Los dispositivos capaces de medir directamente la corriente eléctrica incidente se instalan generalmente en entornos donde la incidencia de rayos es elevada, en particular en los edificios altos y en las cimas de montañas.
El uso de cámaras permitió el análisis sistemático de las etapas de una descarga eléctrica. Dado que los rayos tienen una duración muy corta, las cámaras de alta velocidad son fundamentales para detectar los intervalos de tiempo en los que las cargas rompen la rigidez dieléctrica del aire y transfieren las cargas eléctricas entre dos regiones, especialmente después de comparar las imágenes con la variación. del campo electromagnético. En estructuras altas, como edificios y torres de comunicación, se instalan sensores para permitir una evaluación directa de la cantidad de cargas que las atraviesan durante una tormenta. Para monitorear las emisiones en un área grande, se han creado redes de sensores instaladas estratégicamente para detectar con precisión el emplazamiento de las ondas electromagnéticas que emanan de las descargas. Sin embargo, solamente con el lanzamiento de satélites capaces de contabilizar todas las descargas a escala global, fue posible obtener la verdadera dimensión de la actividad eléctrica del planeta.
Los dispositivos enviados al interior de las nubes proporcionan datos importantes sobre la distribución de carga de una nube. Los globos sondas, los pequeños cohetes y los aviones debidamente equipados se despliegan deliberadamente en las tormentas eléctricas y son alcanzados decenas de veces por las descargas.
También hay sistemas de detección en el suelo. El molino de campo es un instrumento de medición del campo eléctrico estático. En meteorología, este instrumento permite, gracias al análisis del campo electrostático por encima de él, señalar la presencia de una nube cargada eléctricamente que indica la inminencia de un rayo. También hay redes de antenas receptoras que reciben una señal de radio generada por la descarga. Cada una de estas antenas mide la intensidad del relámpago y su dirección. Por triangulación de las direcciones tomadas de todas las antenas, es posible deducir la posición de la descarga.
Los sistemas móviles con una antena direccional pueden deducir la dirección e intensidad del golpe de rayo, así como su distancia, analizando la frecuencia y la atenuación de la amplitud de la señal. Los satélites artificiales en órbita geoestacionaria también pueden medir los relámpagos producidos por las tormentas eléctricas que barren el área de visión buscando flases de luz. Entre otros, las series de satélites GOES y Meteosat se encuentran aproximadamente a 36 000 km de la Tierra. A esa distancia, se puede despreciar el espesor de la atmósfera  y se puede deducir la posición en latitud y longitud directamente.
Las redes de detectores de rayos son utilizadas por los servicios meteorológicos como el Servicio meteorológico de Canadá, Météo-France y el National Weather Service de Estados Unidos para monitorear las tormentas y advertir a las poblaciones. Otros usuarios privados y gubernamentales también los utilizan, incluidos en particular los servicios de prevención de incendios forestales, los servicios de transporte de electricidad, como Hydro-Québec, y las fábricas de explosivos.

## Peligros y protecciones

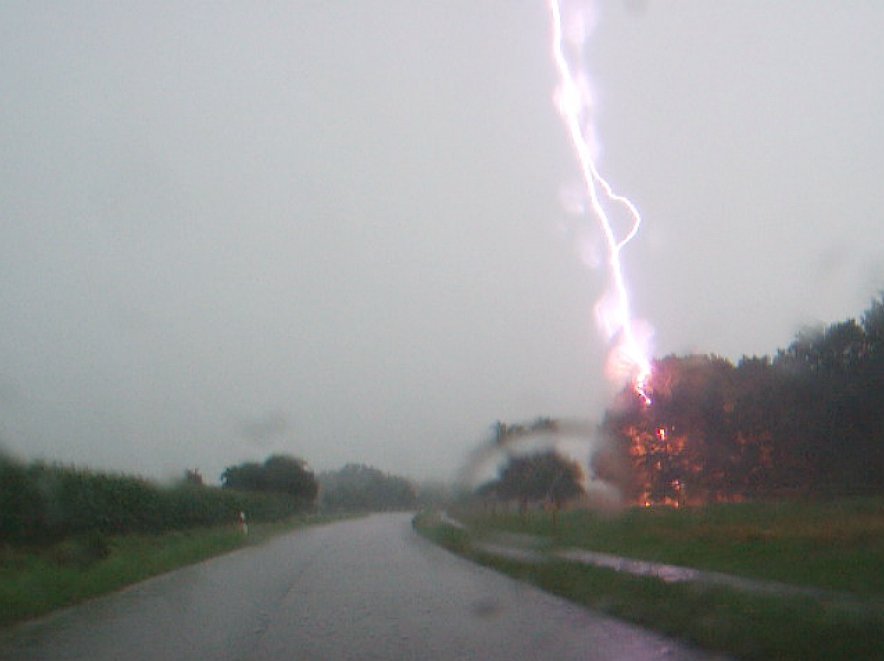
Un árbol alcanzado por un rayo.

Los rayos a menudo caen sobre suelo, por lo que las infraestructuras no protegidas son propensas a sufrir daños por las descargas eléctricas. La magnitud del daño causado depende en gran medida de las características del lugar sobre el que caiga el rayo, en particular de su conductividad eléctrica, pero también de la intensidad de la corriente eléctrica y de la duración de la descarga. Las ondas sonoras generadas por los rayos suelen causar daños relativamente menores, como la rotura de vidrios. Cuando un objeto es golpeado, la corriente eléctrica aumenta su temperatura enormemente, por lo que los materiales combustibles presentan un peligro de incendio.

### Para el hombre
No existen datos fiables sobre el número de víctimas mortales relacionadas con rayos en todo el mundo, ya que muchos países no tienen en cuenta ese tipo de accidentes. Sin embargo, la zona de riesgo se encuentra entre los trópicos, donde viven aproximadamente cuatro mil millones de personas. En Brasil, 81 personas murieron por descargas eléctricas en 2011, incluida una cuarta parte en el norte del país. Según investigadores del INPE, el número de muertes está directamente relacionado con la falta de educación de la población frente a los rayos. En la región del sureste, por ejemplo, el número de víctimas mortales ha disminuido, incluso con el aumento de la incidencia de rayos. En el país, la mayoría de los afectados se encuentran en el campo, se dedican a actividades agrícolas y utilizan objetos metálicos como azadones y machetes. La segunda causa principal es la proximidad de vehículos metálicos y el uso de motocicletas o bicicletas durante una tormenta.

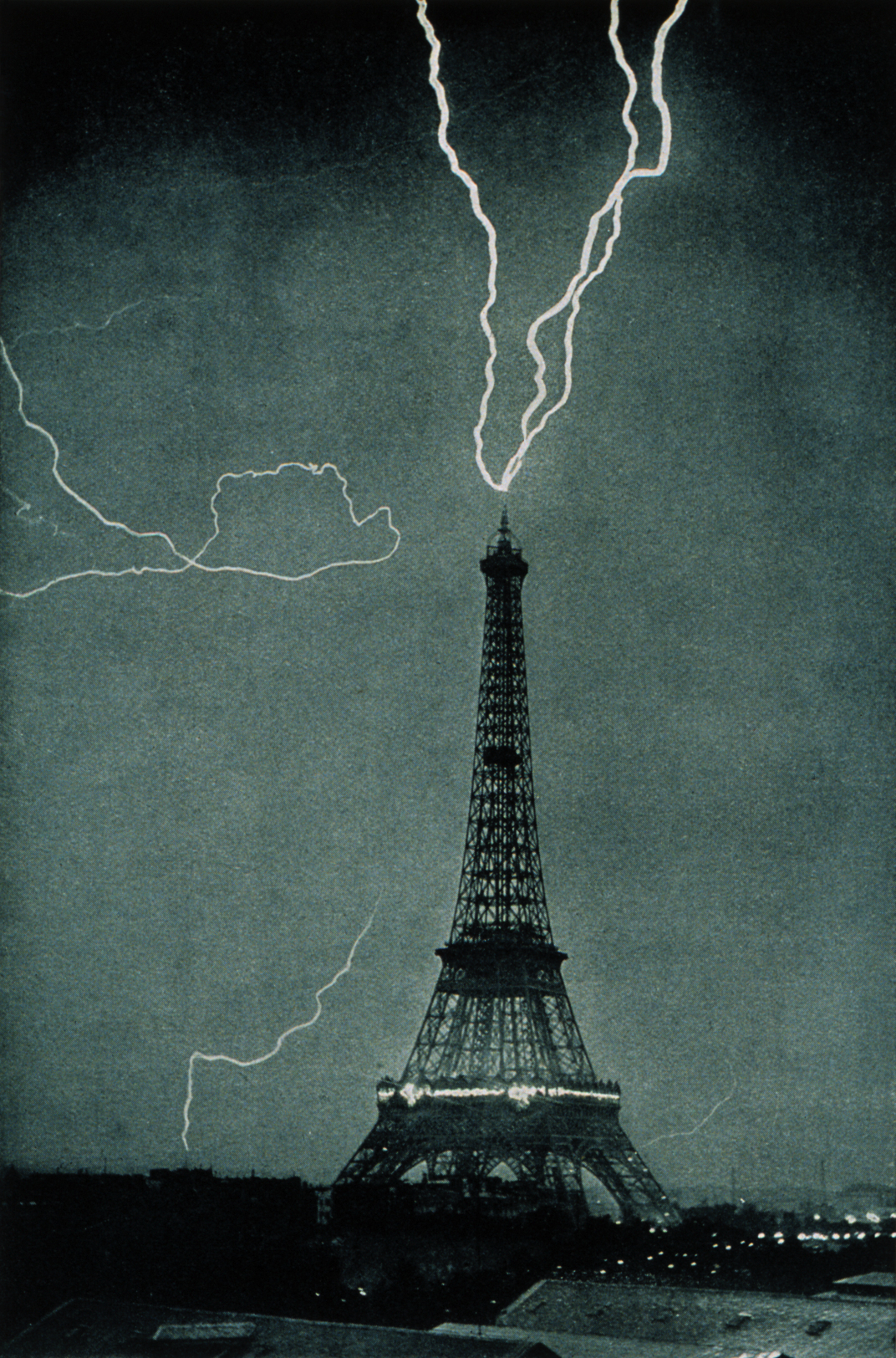
Ralámpago golpeando la torre Eiffel en 1902.

En caso de tormenta, la mejor forma de protección personal es buscar un refugio. Las casas y edificios cerrados, especialmente aquellos equipados con sistemas de protección contra descargas eléctricas, son los más seguros. Los vehículos metálicos, como los automóviles y los autobuses, brindan una protección razonable, pero sus ventanillas deben estar cerradas y debe evitarse el contacto con elementos metálicos. Se recomienda evitar pararse cerca de árboles aislados, de torres de metal, de postes y cercas de metal para reducir las posibilidades de ser alcanzado por un rayo. Se recomienda encarecidamente, en situaciones de riesgo, no permanecer en campos, piscinas, lagos y en el océano. Dentro de los edificios, conviene evitar el uso de cualquier equipo cuya superficie conductora se extienda a las zonas exteriores, como equipos eléctricos y conducciones de agua.
Los rayos pueden dañar a las personas de varias formas: por descarga directa a través del cuerpo, por la corriente causada por una descarga cercana o por el contacto con un objeto conductor alcanzado por un rayo. Los síntomas leves del impacto de un rayo incluyen confusión mental, la sordera y ceguera temporales y los dolores musculares. En esos casos, suele ser habitual la recuperación completa. En los casos de daños moderados, las víctimas pueden sufrir trastornos mentales, deficiencias motoras o quemaduras de primer y segundo grado. La recuperación es posible, pero es probable que persistan secuelas, como confusión mental, dificultades psicomotoras y dolor crónico. Finalmente, los graves daños que provocan las descargas eléctricas provocan, entre otras cosas, paro cardíaco, daños cerebrales, quemaduras graves y sordera permanente. El paciente presenta, la mayoría de las veces, secuelas irreversibles que afectan principalmente al sistema nervioso. En promedio, una de cada cinco personas alcanzadas por un rayo muere como resultado.
También pueden aparecer sobre la piel de víctimas de un rayo las rojizas figuras de Lichtenberg, con patrones en forma de helecho, que pueden persistir durante horas o días. A veces se les llama flores del rayo, y se piensa que son causadas por la ruptura de vasos capilares bajo la piel por el paso de la elevada corriente eléctrica.

### Para la aviación
Los riesgos en la aviación son menores, pero no inexistentes. Los aviones reaccionan a los rayos de la misma manera que una jaula de Faraday (la corriente fluye solo a través del fuselaje) y cuando un avión es alcanzado por un rayo, generalmente este entra por un punto afilado en el avión, como la nariz, y sale por la cola. Puede suceder que la carlinga de la aeronave se queme o se derrita en los puntos de impacto del rayo, pero este daño no presenta un riesgo para los pasajeros de la aeronave e incluso puede ocurrir que el choque no se sienta. Los planeadores, al ser más pequeños que los aviones tradicionales, pueden ser destruidos en pleno vuelo por un rayo.
Las partes con mayor riesgo son la electrónica de a bordo y los tanques de combustible de la aeronave. La protección de estos últimos se hizo evidente después del vuelo 214 de Pan Am, que se estrelló en 1963 después de que un rayo creara una chispa en el tanque de combustible. Los tanques y la electrónica están asegurados por puesta a tierra asegurada por disipadores en el extremo del ala.
Los rayos también pueden confundir a los pilotos de un avión. De hecho, durante el vuelo 6780 de Loganair, después de que la aeronave fuera alcanzada por un rayo, los pilotos ignoraron los modos de control previamente activados, pensando que la descarga había dañado la electrónica. De hecho, la aeronave no sufrió ningún daño y los pilotos pasaron el resto del vuelo compensando los efectos del piloto automático, todavía funcional.

### Para las redes eléctricas
Las líneas de alta tensión de la red eléctrica son elementos vulnerables y se han dado muchos casos de apagones, siendo los más notables el apagón de Nueva York de 1977 y el apagón eléctrico de Brasil y Paraguay de 2009. Una descarga sobre una línea transmite picos de alta tensión a largas distancias, causando daños importantes a los dispositivos eléctricos y creando riesgos para los usuarios. Sin embargo, la mayor parte del daño al equipo proviene de los efectos de la inducción electromagnética, en la que la descarga, al pasar por un conductor eléctrico cerca de un cable de transmisión, induce corrientes y voltajes de punta. La inducción electrostática del flujo de cargas al entrar en contacto con un rayo provoca chispas y picos de tensión que pueden ser peligrosos según las circunstancias. Los cables subterráneos también son propensos a la aparición de corrientes no deseadas. Los equipoe de protección tienen como objetivo redirigir esas corrientes a tierra. El descargador de sobretensiones es uno de los equipos más utilizados. Está formado por una varilla metálica conectada a tierra que conduce el rayo con total seguridad hasta ella.

## Recuperación de energía del rayo
El uso de la energía del rayo se ha intentado desde finales de la década de 1980. En un solo destello, se descarga una energía eléctrica de aproximadamente 280 kWh. Esto corresponde a aproximadamente 1 GJ, o la energía de aproximadamente 31 litros de gasolina. Sin embargo, menos de una décima parte de esta energía llega al suelo, y esto de forma esporádica en términos de espacio y tiempo. Se ha propuesto utilizar la energía del rayo para producir hidrógeno a partir del agua, de utilizar agua rápidamente calentada por un rayo para producir electricidad o de captar una fracción segura de la energía mediante inductores colocados cerca.
En el verano de 2007, una empresa de energía renovable, Alternate Energy Holdings, probó un método para utilizar la energía del rayo. Compraron el diseño del sistema a Steve LeRoy, un inventor de Illinois, quien afirmó que un pequeño relámpago artificial podía encender una bombilla de 60 vatios durante 20 minutos. El método implica una torre para captar la gran cantidad de energía y un condensador muy grande para almacenarla. Según Donald Gillispie, director ejecutivo de Alternate Energy Holdings, «no hemos podido hacer que funcione, […] sin embargo, con suficiente tiempo y dinero, probablemente podríamos expandir el modelo […]. No es magia negra, es solo matemáticas y ciencia, y podría convertirse en realidad».
Según Martin A. Uman, codirector del laboratorio de investigación de rayos de la Universidad de Florida y científico líder en rayos, poca energía llega al suelo y se necesitarían docenas de «torres de rayos», comparables a las de Alternate Energy Holdings para encender cinco bombillas de 100 vatios durante un año. Preguntado por The New York Times al respecto, dijo que la cantidad de energía en una tormenta eléctrica era comparable a la de la explosión de una bomba atómica, pero al mismo tiempo el intento de capturar la energía de la faz de la tierra era «sin esperanza». Además de la dificultad de almacenar tanta energía rápidamente, otro desafío importante era predecir cuándo y dónde ocurrirán las tormentas; incluso durante una tormenta es muy difícil predecir dónde caerá exactamente el rayo.

## En la cultura

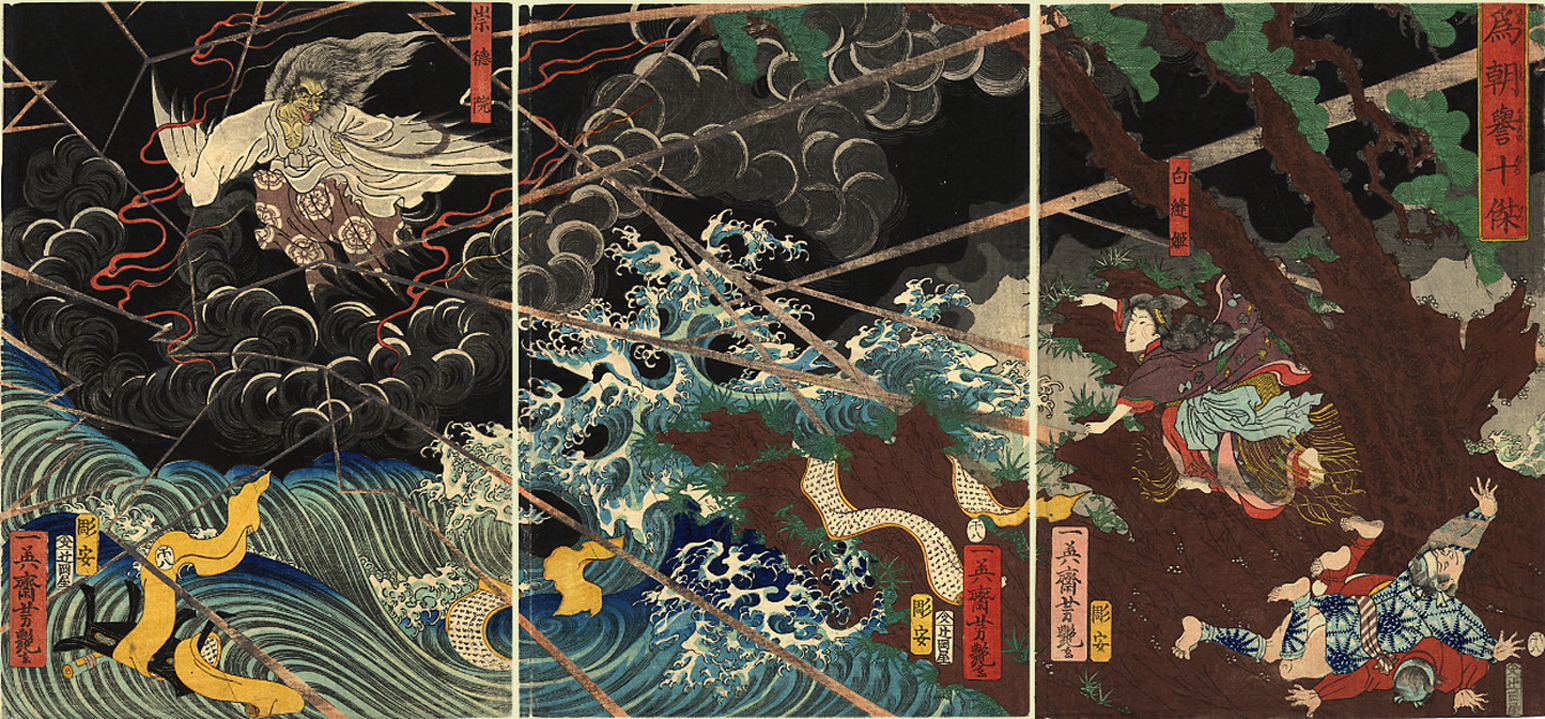
La descarga del rayo ; serie de pinturas de los diez héroes de Tametomo, de Utagawa Yoshitsuya — Japón, años 1860.

### Etimología y uso
La palabra «rayo» proviene del latín vulgar en latín: fulgura, en latín: fulmen en latín clásico, que significa 'relámpago'.
La expresión «el rayo nunca golpea dos veces [en el mismo lugar]» es similar a «una oportunidad única en la vida», es decir, algo que generalmente se considera improbable. Los rayos ocurren más y con más frecuencia en áreas específicas. Dado que varios factores alteran la probabilidad de que se produzcan impactos en un lugar determinado, los rayos repetidos tienen una probabilidad muy baja (pero no imposible). De manera similar, «un rayo de la nada» se refiere a algo totalmente inesperado, y «una persona alcanzada por un rayo» es una metáfora imaginativa o cómica para que alguien experimente una revelación repentina, impactante y única en la vida, similar a una epifanía o una iluminación.
En francés e italiano, la expresión usada para expresar un «amor a primera vista» es coup de foudre y colpo di fulmine, respectivamente, que traducidas literalmente significan 'golpe de rayo'. Algunos idiomas europeos tienen una palabra separada para el rayo que cae en el suelo (a diferencia del rayo en general); a menudo es un cognado de la palabra inglesa «rays».
El rayo es a menudo sinónimo de velocidad, de ahí la expresión «a la velocidad del rayo». Muchos personajes de películas o cómics llevan nombres o logotipos relacionados con el rayo, para indicar su velocidad, como Rayo McQueen («Lightning McQueen», en inglés) o varios superhéroes de las editoriales Marvel Comics y DC Comics.

### Mitología

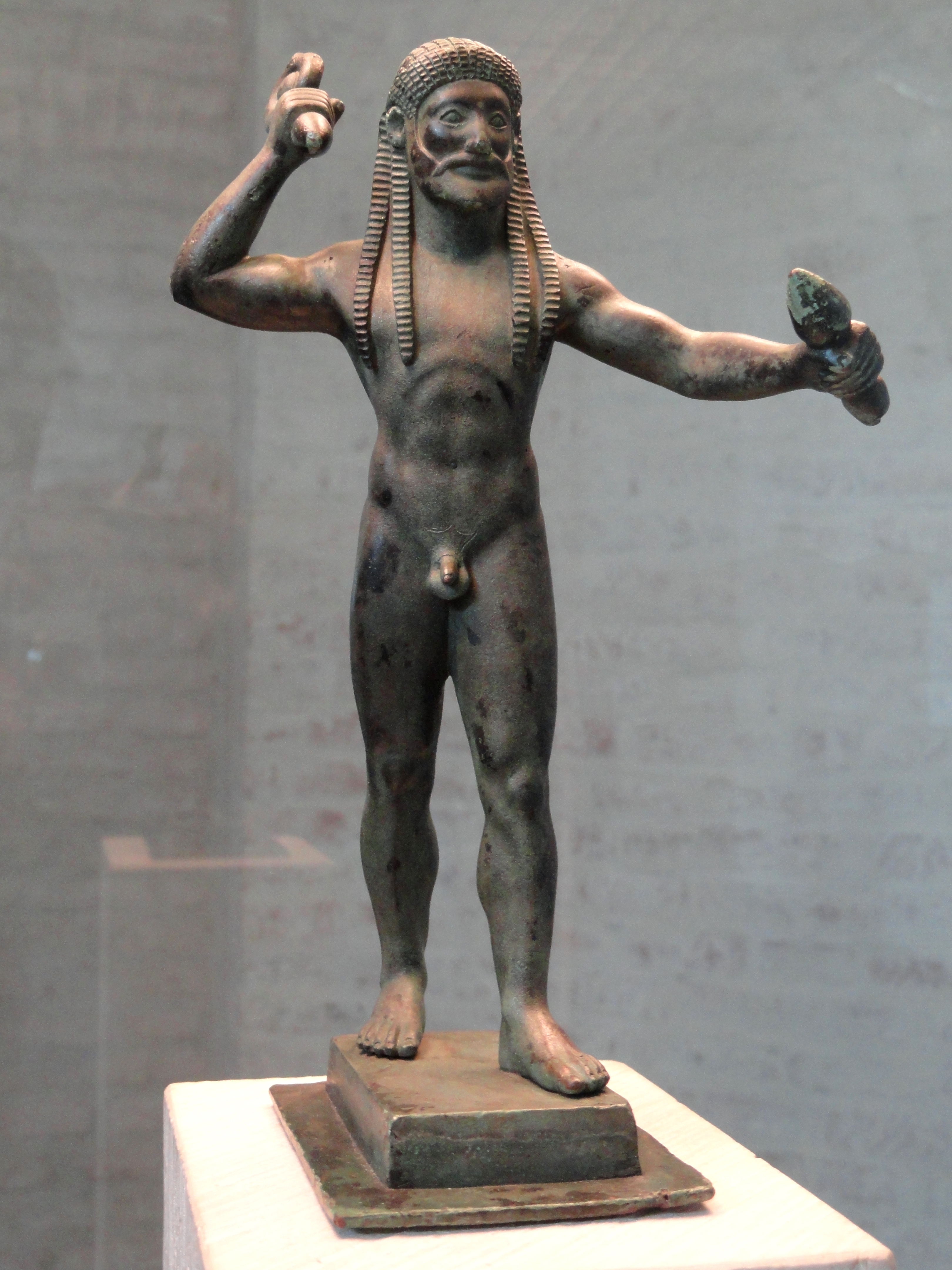
Estatua de Zeus representado con rayos en sus manos.

Los pueblos antiguos crearon muchas relatos mitológicos para explicarse la aparición del rayo. En la religión del Antiguo Egipto, el dios Tifón arroja rayos sobre la tierra. En Mesopotamia, un documento que data de 2300 a. C. muestra a una diosa sobre la espalda de una criatura alada que sostiene un puñado de rayos en cada mano. También está frente al dios que controla el clima; este crea el trueno con un látigo. Los rayos son también la marca de la diosa de la mitología china Tien Mu, que es una de los cinco dignatarios del «Ministerio de las Tormentas», comandado por Tsu Law, el dios del trueno. En la India, los Vedas describen cómo Indra, el hijo del Paraíso y de la Tierra, llevaba el trueno en su biga. Es considerado el dios de las lluvias y los relámpagos y el rey de los Devas. El dios sintoísta Raijin, dios del rayo y el trueno, es representado como un demonio que golpea un tambor para crear un rayo.
Hacia 700 a. C., los griegos comenzaron a utilizar en sus manifestaciones artísticas los símbolos de los relámpagos inspirados en el Medio Oriente, atribuyéndolos principalmente a Zeus, el dios supremo de su mitología. Una historia antigua cuenta que cuando Zeus estaba en guerra contra Cronos y los Titanes, liberó a sus hermanos, Hades y Poseidón, junto con los cíclopes. A su vez, los cíclopes le dieron a Zeus el rayo como arma y se convirtió en su símbolo. En la Grecia antigua, cuando aparecía un rayo en el cielo, se veía como una señal de desaprobación por parte de Zeus. La misma interpretación se hacía en la antigua Roma con respecto a Júpiter. En Roma, se creía que las ramas de laurel estaban «inmunizadas» contra la acción de los rayos, por lo que el emperador Tiberio utilizaba estas ramas para protegerse durante las tormentas.
En la religión nórdica antigua, se creía que el rayo era producido por el martillo mágico Mjöllnir que pertenecía al dios Thor. Perun, dios del trueno y el relámpago, es el dios supremo del panteón eslavo, y Pērkons/Perkūnas, dios del trueno báltico, es una de las deidades más importantes de su panteón. En la mitología finlandesa, Ukko (el Viejo) es el dios del trueno, del cielo y del clima y la palabra finesa para el trueno es ukkonen.
En la religión incaica, Illapa es el dios del rayo, el trueno, el relámpago, la lluvia y la guerra. Pese a que su principal facultad de la deidad era el rayo y sus demás elementos, Illapa tenía el dominio absoluto del clima. Debido a sus antedichas facultades, Illapa fue considerado el tercer dios más importante dentro del panteón incaico. Solamente era superado por Wiracocha e Inti. Illapa es representado como un imponente hombre de brillantes vestiduras de oro y piedras preciosas que vivía en el mundo superior. Illapa portaba una warak'a y una maqana de oro con la cual produce los rayos. Otra representación que se le daba a Illapa era la de un guerrero formado por estrellas en el mundo celestial. Illapa se manifestaba en el mundo terrenal bajo la forma de un puma o halcón.
En otras muchas culturas, el rayo también se ha visto como parte de una deidad o una deidad en sí mismo, como el dios azteca Tlaloc o el dios K en la religión maya.
Los buriatos, un pueblo que vivía cerca del lago Baikal al sur de Siberia, creían que su dios producía rayos arrojando piedras desde el cielo. Algunas tribus indígenas de América del Norte y de África mantienen la creencia de que los rayos son producido por un «pájaro del trueno» mágico, que arroja las nubes hacia la Tierra. En la religión tradicional de las tribus africanas bantú, como los baganda y banyoro de Uganda, los rayos son un signo de la ira de los dioses. Los baganda atribuyen específicamente el fenómeno del rayo al dios Kiwanuka, uno de los dioses entre los Lubaale, parte del principal trío de los dioses del mar o los lagos. Kiwanuka inicia incendios forestales, golpea árboles y otros edificios altos, y se establecen una serie de santuarios en las colinas, montañas y llanuras para mantenerse a su favor. También se sabe que el relámpago se invoca sobre los enemigos de uno al pronunciar ciertos cánticos, oraciones y hacer sacrificios.
En el judaísmo, al ver un rayo, se debe recitar la bendición «... el que hace actos de creación». El Talmud se refiere a la palabra hebrea para el cielo (Shamaim), como construido de fuego y agua (Esh Umaim), ya que el cielo es la fuente de la inexplicable mezcla de «fuego» y agua que se unen, durante las tormentas de lluvia. Esto se menciona en varias oraciones, el Salmo 29, y se analiza en los escritos de la Cabalá.
En el Islam, el Corán dice: «Él es Quien te muestra el relámpago, el temor y la esperanza, y levanta las nubes. El trueno canta Su alabanza y (también) los ángeles por temor a Él. Él lanza el trueno y golpea a quien Él quiere». (Corán 13.12-13) y «¿No has visto cómo Dios hace que las nubes se muevan suavemente, luego las une, luego las convierte en una pila, y luego ves que sale la lluvia ... » (Corán 24.43). El versículo anterior, después de mencionar las nubes y la lluvia, habla del granizo y los relámpagos: «... y Él envía granizo desde las montañas (nubes) en el cielo, y Él golpea con él a quien quiere, y lo aparta de quien quiere».
En el cristianismo, la segunda venida de Jesús se compara con un rayo. (Mateo 24:27, Lucas 17:24)
La ceraunoscopia es la adivinación mediante la observación de un rayo o al escuchar un trueno. Es un tipo de aeromancia.

### En las artes

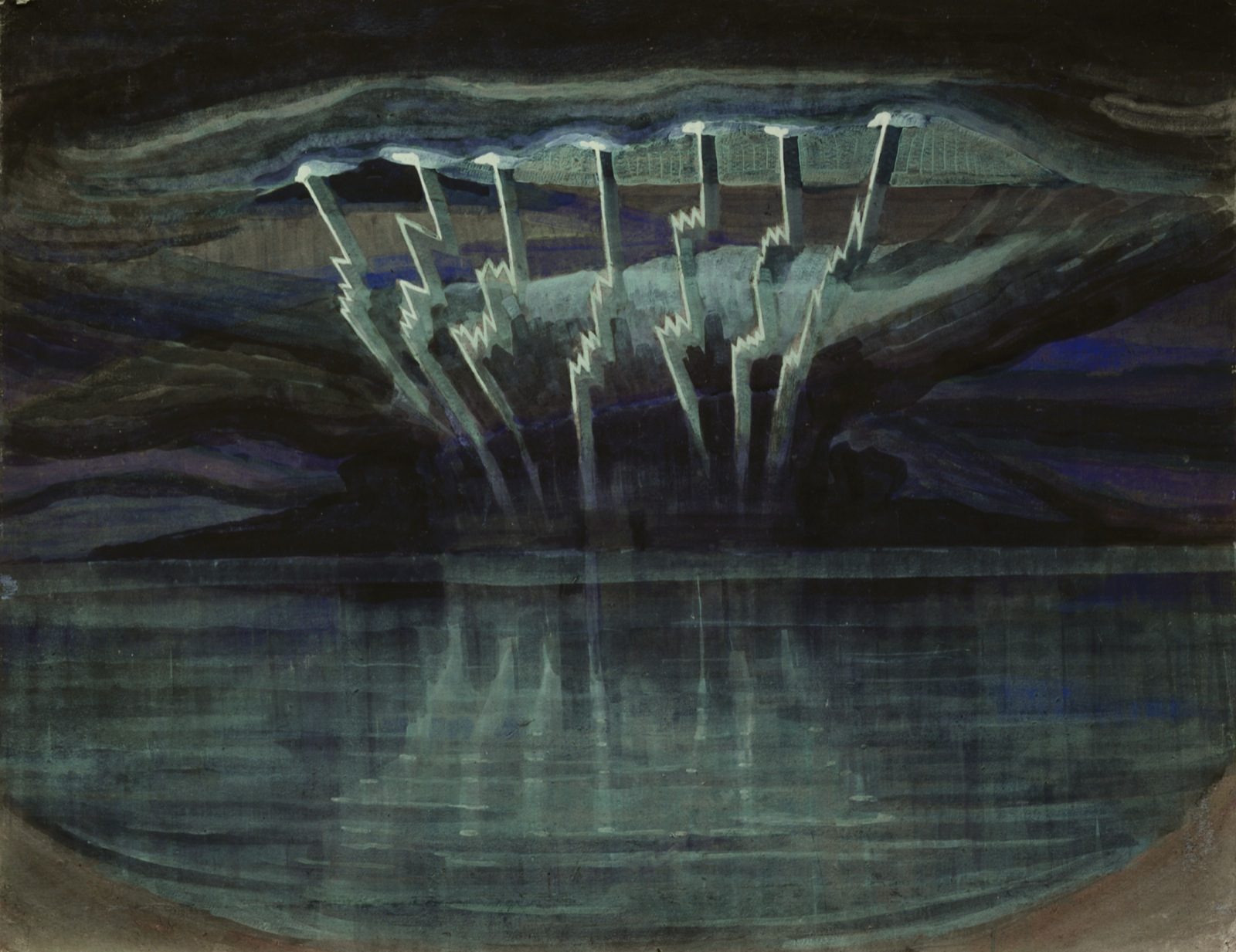
Rayos, de Mikalojus Konstantinas Ciurlionis (1909)

El rayo era un motivo de uso común en el diseño Art Deco, especialmente el diseño en zig-zag de finales de la década de 1920.
Algunos fotógrafos, conocidos como cazadores de tormentas, se han especializado en los clichés de rayos. Un museo totalmente dedicado al rayo funcionó entre 1996 y 2012 en el corazón del parque natural regional de los Volcanes de Auvernia]. The Lightning Field es una obra del artista Walter De Maria creada en 1977, una pieza de land art que se encuentra en Nuevo México, Estados Unidos, y consta de varios postes de acero para que puedan ser alcanzados por los rayos.

### Otras representaciones

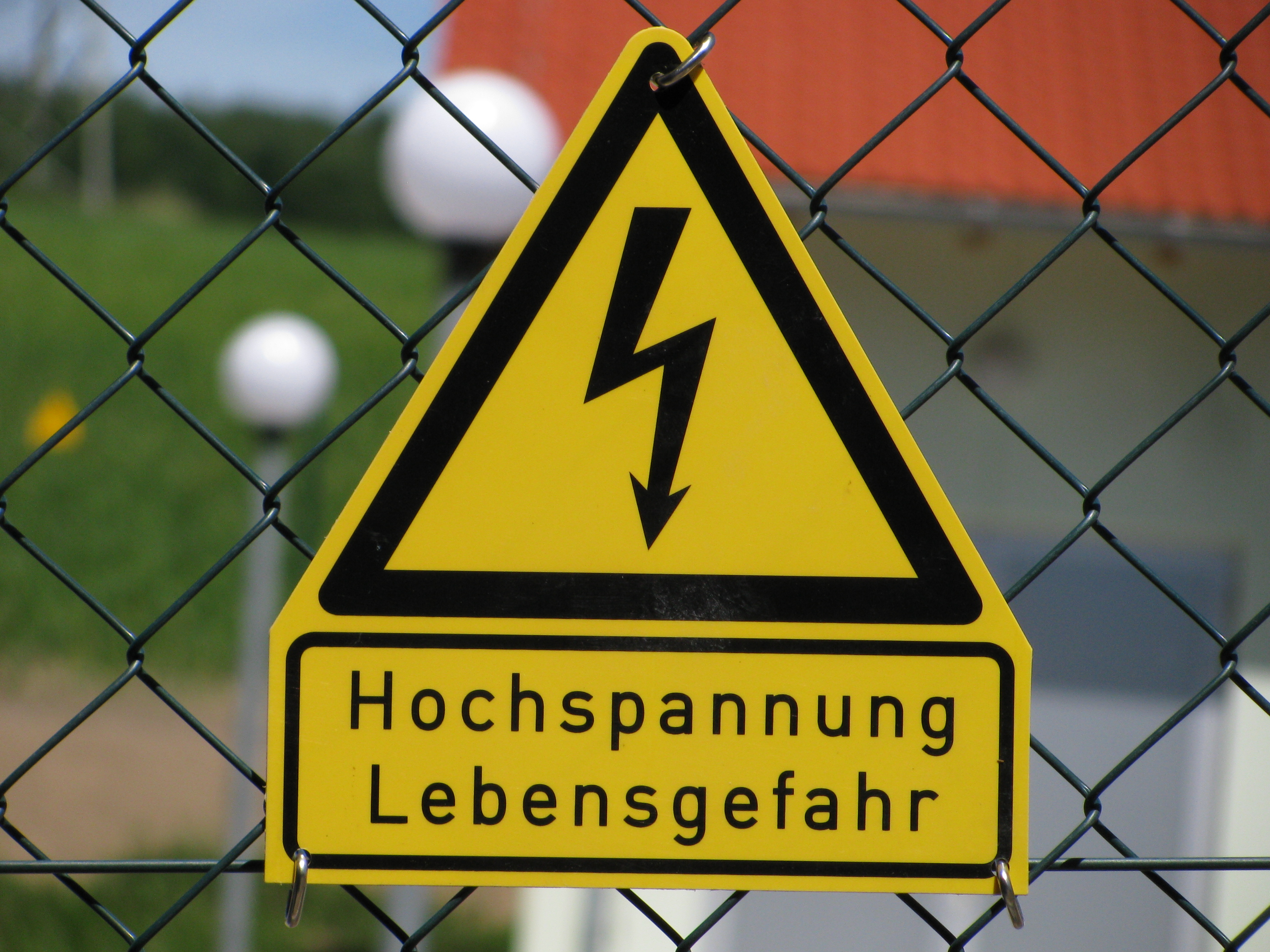
Un rayo en una placa que indica un peligro eléctrico

Los rayos también se utilizan en los logotipos de varias marcas y asociaciones. Así, Opel y el movimiento europeo de ocupantes ilegales.
Algunos partidos políticos utilizan relámpagos como símbolo de poder, como el Partido Acción Popular de Singapur, la Unión Británica de Fascistas durante la década de 1930 y el Partido de los Derechos de los Estados Nacionales en los Estados Unidos durante la década de 1950. El Schutzstaffel (SS), el ala paramilitar del Partido Nazi, usó la runa Sig en su logo que simboliza un rayo. La palabra alemana Blitzkrieg, que significa 'guerra relámpago', fue una importante estrategia ofensiva del Tercer Reich durante la Segunda Guerra Mundial, que consistía en utilizar una poderosa fuerza armada para acelerar los combates.
La banda de hard rock AC/DC también utiliza un rayo en su logotipo. El nombre del caballo purasangre más célebre de Australia, Phar Lap, deriva de la palabra Zhuang común y thai para relámpago.
El rayo en heráldica se muestra como un zigzag con extremos sin punta. Este símbolo generalmente representa potencia y velocidad.
El rayo se utiliza para representar las capacidades de comunicación instantánea de los telégrafos y radios eléctricos. El rayo es una insignia común para las unidades de comunicaciones militares en todo el mundo. Un rayo es también el símbolo de la OTAN para un activo de señal.
El símbolo de los peligros eléctricos suele ser un rayo. Esto está reconocido por varias normas. El símbolo Unicode para un rayo es «☇» (U+2607).

## Rayos extraterrestres
Las descargas eléctricas atmosféricas no son exclusivas de la Tierra. En varios otros planetas del Sistema Solar, ya se ha confirmado la existencia de rayos de intensidad variable. De estas observaciones se desprende que la probabilidad de ocurrencia de descargas eléctricas está directamente asociada con la presencia de agua en la atmósfera, aunque no es la única causa.
En Venus, se sospecharon descargas debido a su atmósfera espesa, lo que fue confirmado por el envío de la sonda Venus Express. En Marte  ya se han detectado signos directos de aparición de descargas eléctricas. Posiblemente sean causadas por las grandes tormentas de arena que ocurren en el planeta. Según los investigadores, la actividad eléctrica marciana tiene implicaciones importantes porque modifica la composición de la atmósfera, lo que afecta a la habitabilidad y a los preparativos de la exploración humana.
En Júpiter, varias misiones han permitido observar descargas eléctricas en las regiones ecuatoriales y polares. Las tormentas son causadas allí por convección, como en la Tierra. Los gases, incluido el vapor de agua, se elevan desde las profundidades del planeta, y las pequeñas partículas, cuando se congelan, rozan entre sí, generando así una carga electrostática que se descarga en forma de rayo. Como las tormentas de Júpiter son mucho más grandes e intensas que las terrestres, el rayo es mucho más potente. La intensidad es hasta diez veces mayor que cualquier rayo ya registrado en nuestro planeta. Sobre Saturno, el rayo es mucho menos común. Sin embargo, la aparición de grandes sistemas tormentosos provoca la aparición de descargas que superan diez mil veces la energía de los rayos terrestres. Por el contrario, en Titán, uno de sus satélites naturales, hasta la fecha no se ha registrado ninguna descarga eléctrica a pesar de una atmósfera espesa y activa.